# Tylosaurus
Ne doit pas être confondu avec Tylosurus.
Genre
Espèces de rang inférieur
Synonymes
Tylosaurus (littéralement « lézard bouton ») est un genre fossile de grands mosasaures ayant vécu durant le Crétacé supérieur, il y a entre 92 et 66 millions d'années avant notre ère. Les fossiles de ce reptile marin sont trouvés principalement au nord de l’océan Atlantique, notamment en Amérique du Nord, en Europe et en Afrique.

## Historique des recherches

### Possibles premières trouvailles
Les premiers fossiles de Tylosaurus auraient été probablement découverts par divers peuples amérindiens et auraient été potentiellement à l'origine de la plupart de leur folklores, les plus anciennes concernées datant bien avant l'arrivée des colons européens, soit aux alentours d'avant les années 1500. Des récits plus récents provenant des peuples vivant dans les Grandes Plaines parlent même d'une ancienne époque gouvernée par d'imposantes créatures aquatiques étant en perpétuels combats contres des oiseaux-tonnerres et ayant été pétrifiés par ces derniers. La présence considérable de fossiles de grands mosasaures comme Tylosaurus et des ptérosaures comme Pteranodon dans cette région aurait été probablement à l'origine de ces mythes.
En 1804, l'expédition Lewis et Clark permet la découverte, au bord de la rivière Missouri, d'un squelette fossilisé, maintenant perdu, interprété comme un poisson de 14 m de long. En 2003, Richard Ellis émet l'hypothèse que les restes pourraient avoir appartenu à Mosasaurus missouriensis. Alternativement, une étude de 2007 menée par Robert W. Meredith et ses collègues suggère que les fossiles proviendraient d'un mosasaure de type tylosauriné en raison des mensurations citées par Clark et Gass et de la présence avérée de fossiles de Tylosaurus découverts ultérieurement dans le Missouri. Néanmoins, les auteurs mentionnent aussi la possibilité que les restes proviendraient d'un plésiosaure de type élasmosauridé, qui sont également connus dans cette rivière, bien que plus rares.

### Première découvertes formelles

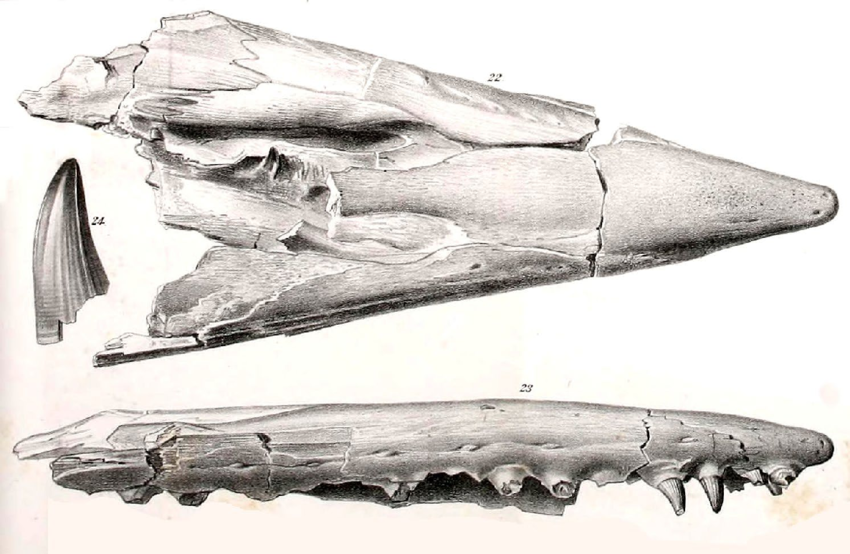
MCZ 4374, le spécimen holotype de T. proriger tel qu'illustré par Cope en 1870.

Tylosaurus est historiquement le troisième genre de mosasaure à avoir été décrit dans le continent nord-américain derrière Clidastes et Platecarpus et le premier à avoir été décrit au sein du Kansas. Les débuts de l'histoire du genre en tant que taxon sont sujet à des complications provoquées par la célèbre rivalité entre les paléontologues américains Edward Drinker Cope et Othniel Charles Marsh durant la guerre des os,. Le spécimen holotype est décrit par Cope en 1869 sur la base d'un grand crâne partiel accompagné de treize vertèbres qui lui furent prêtées par le naturaliste suisse Louis Agassiz. Le fossile, depuis catalogué MCZ 4374, fut exhumé dans un gisement de la formation de Niobrara situé à proximité de Monument Rocks (en) près de l'Union Pacific Railroad à Fort Hays, au Kansas. La première publication du fossile par Cope est très brève, l'auteur le désignant sous le nom de Macrosaurus proriger, le genre étant un taxon européen déjà préexistant de mosasaure,. L'épithète spécifique proriger signifie « portant la proue », en référence au rostre allongé unique en forme de proue chez le spécimen,, étant dérivée des mots en latin prōra « proue » et du suffixe gero « porter ». En 1870, Cope effectue une description plus approfondie du spécimen holotype, mais, sans explication, déplace l'espèce dans un autre genre européen de mosasaure, à savoir Liodon, et déclare Macrosaurus proriger comme synonyme,.
En 1872, Marsh fait valoir que Liodon proriger est taxonomiquement distinct du genre européen et doit se voir attribuer un nouveau genre. Pour cette raison, il érige d'abord le genre Rhinosaurus, signifiant « lézard au nez », qui est un mot-valise dérivé des mots en grec ancien ῥίς / rhī́s, « nez » et σαῦρος / saûros, « lézard »,. Cope répondit en affirmant que Rhinosaurus était déjà un synonyme pré-utilisé de Liodon. Il ne partage pas le point de vue des arguments de Marsh mais en propose que si ce dernier avait effectivement raison, le nom Rhamphosaurus devrait être utilisé. Marsh découvrit plus tard que le taxon Rhamphosaurus était considéré comme un genre de lézard déjà nommé en 1843. En conséquence, il suggéra de passer à un genre nouvellement érigé sous le nom de Tylosaurus. Ce nom est dérivé du latin tylos, « bouton », et du grec ancien σαῦρος / saûros, « lézard », le tout signifiant « lézard bouton », dans une autre référence au rostre allongé caractéristique du genre. Malgré sa proposition, Marsh n'a jamais officiellement transféré cette espèce de Rhinosaurus à Tylosaurus, cela étant fait pour la première fois l'année suivante par Joseph Leidy, en 1873,. Tylosaurus devient par la suite le genre presque universellement accepté pour inclure cette espèce, l'exception à cette adoption étant Cope, qui refusa d'accepter le nouveau genre proposé par Marsh et continua à référer ses espèces à Liodon. Sa persistance est d'ailleurs vue dans sa description de 1874 d'une autre espèce de Tylosaurus, qu'il nomme Liodon nepaeolicus. Le spécimen type de cette espèce fut découvert par le géologue Benjamin Franklin Mudge à proximité de la Solomon River, et se compose de plusieurs fragments crâniens et d'une vertèbre dorsale, depuis catalogué AMNH 1565. Cette espèce, dont l'épithète spécifique fait référence au Nepaholla, le nom amérindien du Salomon River, est officiellement transférée dans le genre Tylosaurus par John Campbell Merriam en 1894.

### Découvertes ultérieures et autres espèces

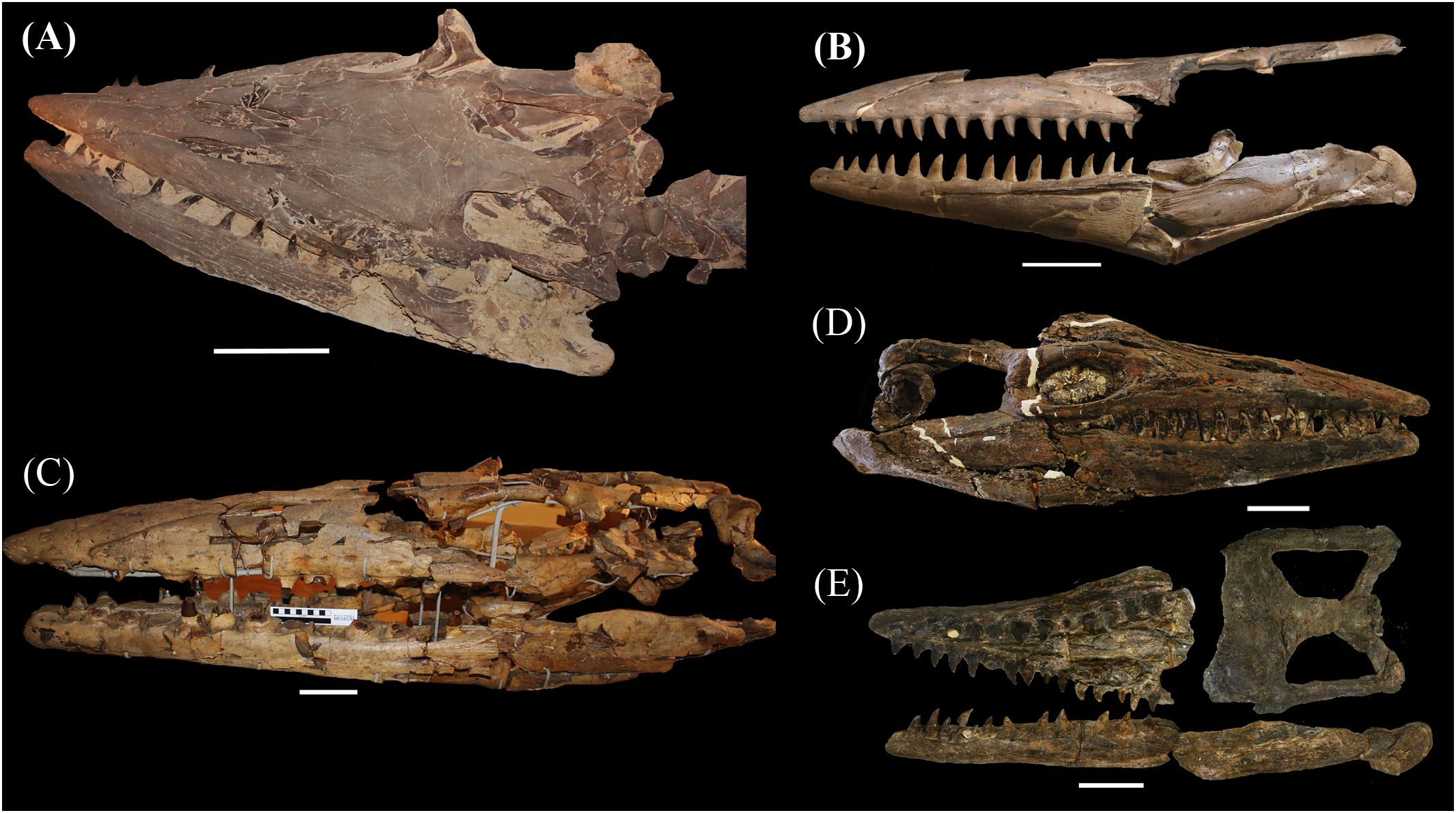
Crânes fossiles des différentes espèces de Tylosaurus : T. proriger (A), T. nepaeolicus (B), T. bernardi (C), T. saskatchewanensis (D) et T. pembinensis (E).

Dans son ouvrage majeur publiée en 1967, Dale A. Russell ne reconnait que deux espèces valides chez Tylosaurus, à savoir T. proriger et T. nepaeolicus. Cependant, tout au long du XIXe  et du  XXe siècle, de nombreuses espèces de mosasaures provenant du monde entier, initialement décrites comme provenant de genres distincts, sont désormais reconnues comme appartenant à Tylosaurus.
En 1885, Louis Dollo décrit le genre et l'espèce Hainosaurus bernardi à partir d'un squelette presque complet mais mal conservé ayant été découvert dans une carrière de phosphate située dans le bassin de Ciply, en Belgique, le spécimen étant depuis catalogué IRSNB R23. Le nom générique signifie « lézard de la Haine », en référence à la rivière éponyme située à proximité du bassin de Ciply. L'épithète spécifique est quant à lui nommé en l'honneur de Léopold Bernard, qui a rendu possible la fouille et l'exhumation du spécimen. En 1988, une deuxième espèce historiquement attribuée à Hainosaurus, H. pembinensis, est décrite par Elizabeth Nicholls sur la base d'un squelette partiel catalogué MT 2 et découvert dans le Manitoba, au Canada. L'épithète spécifique fait référence à la localité type du taxon, à savoir le membre Pembina des schistes de Pierre. L'attribution d’H. pembinensis à Hainosaurus est discutée pour la première fois par Johan Lindgren en 2005, mais c'est dans une révision publiée en 2010 que l'espèce est déplacée vers Tylosaurus par Timon Bullard et Michael Caldwell, étant alors renommé T. pembinensis. Dans cette même révision, les auteurs laissent entendre qu'une redescription de l'espèce type H. bernardi serait nécessaire afin de savoir si Hainosaurus doit être maintenu comme un genre distinct. Cette redescription est finalement effectuée en 2016 par Paulina Jimenez-Huidobro et Caldwell, dans laquelle ces derniers transfèrent l'espèce vers Tylosaurus, étant alors renommé T. bernardi. Bien que cette nouvelle combinaison ait été grandement reconnue depuis, certains auteurs suggèrent néanmoins de continuer à maintenir le genre Hainosaurus comme distinct, notamment sur la base de traits dentaires non détaillés dans la révision de 2016,.

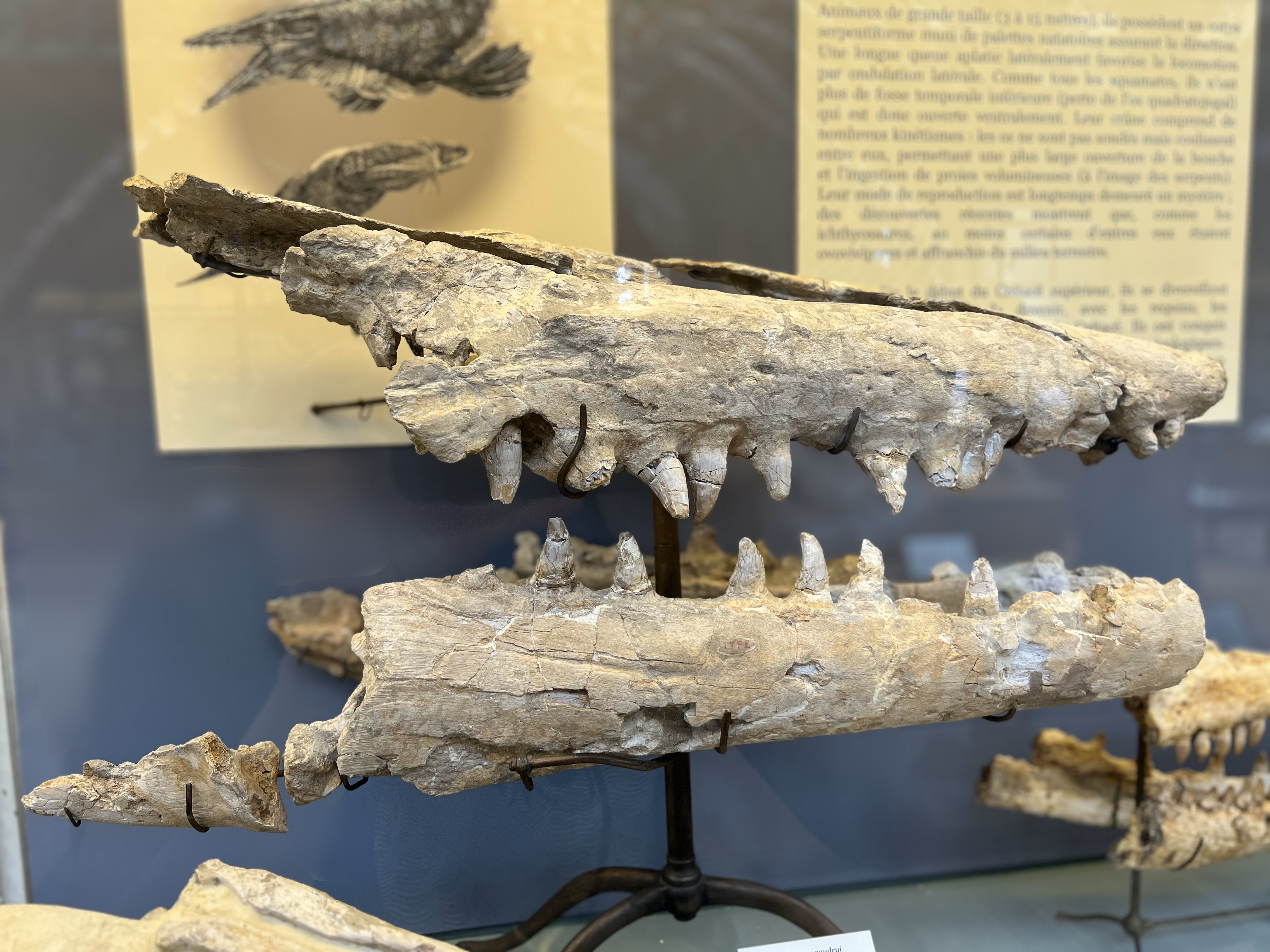
Crâne holotype de T. gaudryi (MNHN 1896-15).

La quatrième espèce reconnue du genre est décrite en 1896 par Armand Thévenin sur la base d'un crâne partiel découvert à Éclusier-Vaux, dans le département français de la Somme. Dans sa description, Thévenin pense que ce spécimen, depuis catalogué MNHN 1896-15,, représenterait une espèce de Mosasaurus, le nommant Mosasaurus gaudryi. L'épithète spécifique est nommé en l'honneur de Jean Albert Gaudry, ce dernier ayant précédemment étudié le crâne et pensant qu'il proviendrait d'une espèce de Liodon. En 1992, Theagarten Lingham-Soliar réaffecte l'espèce à Hainosaurus, ce dernier ayant précédemment interprété l'holotype de ce taxon comme un spécimen supplémentaire d’H. bernardi. En 2005, Lindgren déplace cette espèce vers Tylosaurus via ses caractéristiques dentaires se rapprochant à d'autres lignées du genre.

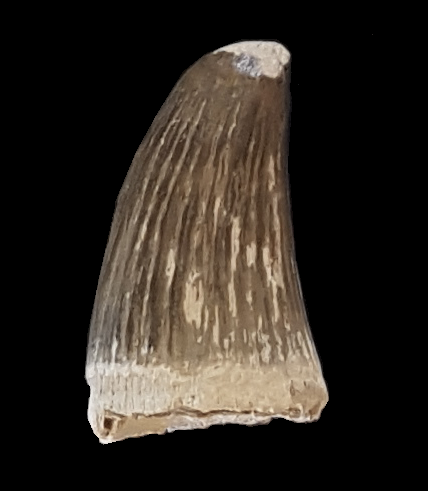
Dent isolée de T. ivoensis.

En 1963, Per Ove Persson identifie un nouveau mosasauridé sur la base de dents isolées provenant d'un gisement situé dans une zone appelée Ivö Klack, près du lac Ivö (en), située dans le bassin de Kristianstad (en) en Scanie, en Suède. Le fossiles provenant de ce même mosasauridé sont documentés dans cette zone depuis 1836, mais c'est à partir de cette année-là qu'ils sont décrits comme provenant d'une sous-espèce de Mosasaurus hoffmannii, étant alors nommé M. hoffmannii ivoensis, la seconde épithète spécifique faisant référence à la localité type. En 1967, Russell élève le rang du taxon en tant qu'espèce distincte de ce genre, et attribue à ce dernier des fossiles provenant de la formation de Niobrara au Kansas, dont un crâne partiel. Lorsque le taxon est considérablement révisé dans une étude publiée en 2002, étant alors réattribué à Tylosaurus, Lindgren et Mikael Siverson réfèrent des fossiles supplémentaires à ce dernier découverts à Ivö Klack, incluant notamment des restes crâniens et vertébraux. Dans leur étude, les auteurs découvrent également que les attributions des fossiles faites par Russell à cette espèce sont erronées, les restes provenant d'un taxon distinct. En 2008, Caldwell et ses collègues laissent entendre que T. ivoensis appartiendrait peut-être au genre apparenté Taniwhasaurus en raisons de ses caractéristiques dentaires et de la répartition de ses fossiles, mais les auteurs voient cela comme le sujet d'une autre étude.
En 1964, Miguel Telles Antunes décrit l'espèce Mosasaurus iembeensis à partir d'un crâne partiel extrait de la formation d'Itombe (en), près de la ville d'Iembe (d'où le nom), en Angola. En 1992, Lingham-Soliar fait valoir que les caractéristiques crâniennes n'entrent pas en accord avec celles de Mosasaurus et sont plutôt caractéristiques de Tylosaurus, l'espèce étant renommé pour le coup T. iembeensis. Cependant, l'auteur n'identifie pas le crâne holotype, qu'il juge comme résidant dans les collections de l'université nouvelle de Lisbonne sans numéro de catalogue, et il est rapporté dès 2006 que le spécimen aurait été détruit lors d'un incendie. En 2012, Octávio Mateus et ses collègues rapportent qu'un spécimen supplémentaire de T. iembeensis constitué d'éléments crâniens fragmentaires fut récupéré lors d'une expédition menée dans la localité de l'holotype depuis détruit, bien que le spécimen n'ait pas été formellement décrit ou même figuré.
En 2005, Michael J. Everhart décrit l'espèce T. kansasensis sur la base de plusieurs spécimens découverts au Kansas, toujours dans les archives fossiles de la formation de Niobrara. Le spécimen holotype consiste en un crâne et six vertèbres cervicales bien conservées catalogué FHSM VP-2295, qui fut découvert en 1968 dans le comté d'Ellis. La validité de cette espèce est mise en doute dès 2007 par Caldwell, au point que dans une étude de 2016 menée avec Jiménez-Huidobro et d'autres auteurs, ce dernier le considère comme une forme juvénile de T. nepaeolicus, faisant ainsi du premier nom un synonyme junior du second. Cela est contesté par Everhart lui-même dans un ouvrage publiée en 2017, mais ce dernier ne se contente que de commenter l'étude comme étant « mal documentée et rédigée », sans détailler en quoi. Un examen ontogénétique de Tylosaurus mené par Robert F. Stewart et Jordan Mallon en 2018 préfère plutôt maintenir T. kansasensis comme valide tandis qu'une autre menée en 2020 par Amelia R. Zietlow préfère suivre l'avis énoncé dans la révision de 2016.

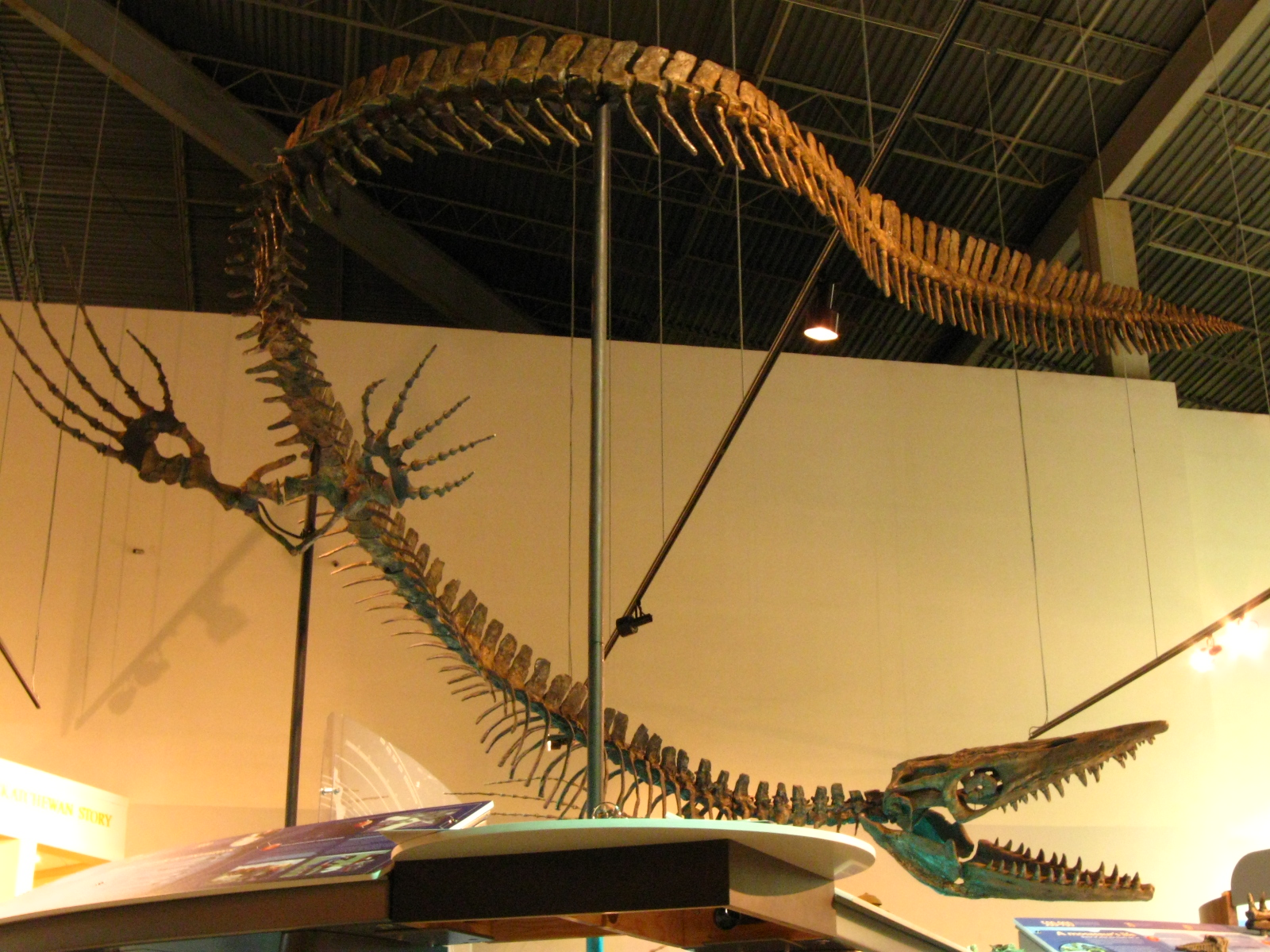
Reconstitution squelettique de T. saskatchewanensis.

En 2006, Bullard rédige une thèse de maîtrise en sciences décrivant l'espèce T. saskatchewanensis à partir d'un squelette partiel catalogué RSM P2588.1. Ce spécimen, surnommé « Omācīw » (signifiant « chasseur » en cri), fut découvert en 1994 près d'Herbert Ferry, dans le lac Diefenbaker, en Saskatchewan, au Canada,. Bien qu'originellement décrit de manière non formelle et via des fossiles incomplètement préparés, le taxon proposé fut néanmoins reconnu comme valide dans certaines études publiées ultérieurement,. En 2018, Bullard coécrit avec d'autres auteurs une étude dirigée par Jiménez-Huidobro décrivant formellement Omācīw, qui est alors préparé bien plus complètement et qui confirme son appartenance à une espèce distincte.
En 2020, Samuel Garvey rédige une thèse portant sur un crâne partiel de Tylosaurus catalogué TMP 2014.011.0001. Présentant des caractéristiques visiblement distinctes des autres espèces et découvert à environ 55 km au nord-est de Grande Prairie, cela fait du spécimen l'occurrence la plus septentrionale connue du genre, étant alors nommé T. 'borealis', en référence à sa présence dans le nord.

### Historiques des représentations

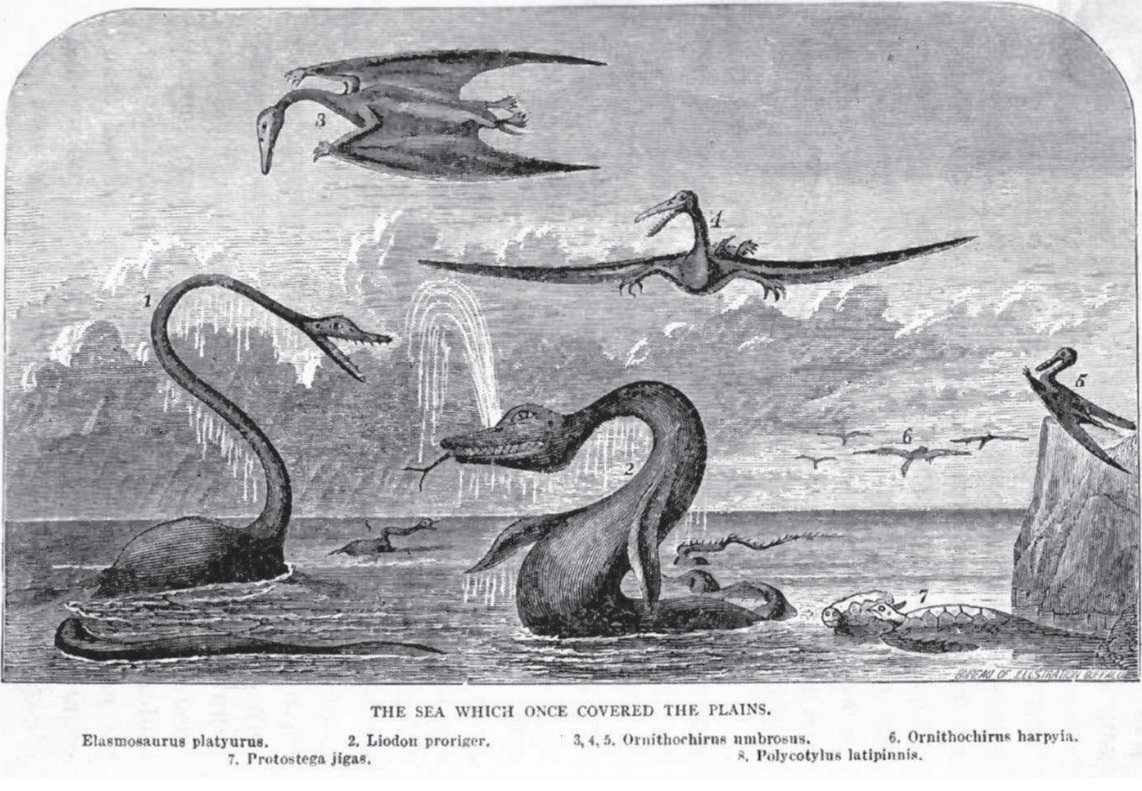
Ancienne reconstitution de Tylosaurus (au centre) avec un cou et une queue allongés par Henry Worrall en 1872.

Lorsque que Cope décrit le spécimen holotype de T. proriger en 1870, il le visualise comme un « reptile excessivement allongé », en raison de la morphologie des vertèbres caudales qui laissait suggérer cela. En prenant en compte ses descriptions, cela résulterait en un reptile semblable à un serpent de mer atteignant des longueurs rivalisant avec celles des plus grands cétacés,,. Dès l'année suivante, Cope ajoute plus de détails quant à sa visualisation de l'animal. Pour lui, la tête de Tylosaurus serait de forme conique, ayant les yeux sur le haut, et disposant d'une mâchoire reliée à une gorge semblable à celui d'un pélican, facilitant ainsi l'entrée de ses proies. Toujours selon Cope, l'animal n'aurait eu que les palettes natatoires situées à l'avant du corps, ceux en arrière étant absents,. La queue est vue comme longue et plate, utilisé dans une locomotion semblable à celle d'une anguille. Cette représentation fut suivie dans diverses œuvres publiées lors de la fin du XIXe siècle, bien que certaines représentations dépeignent aussi l'animal avec un long cou,.

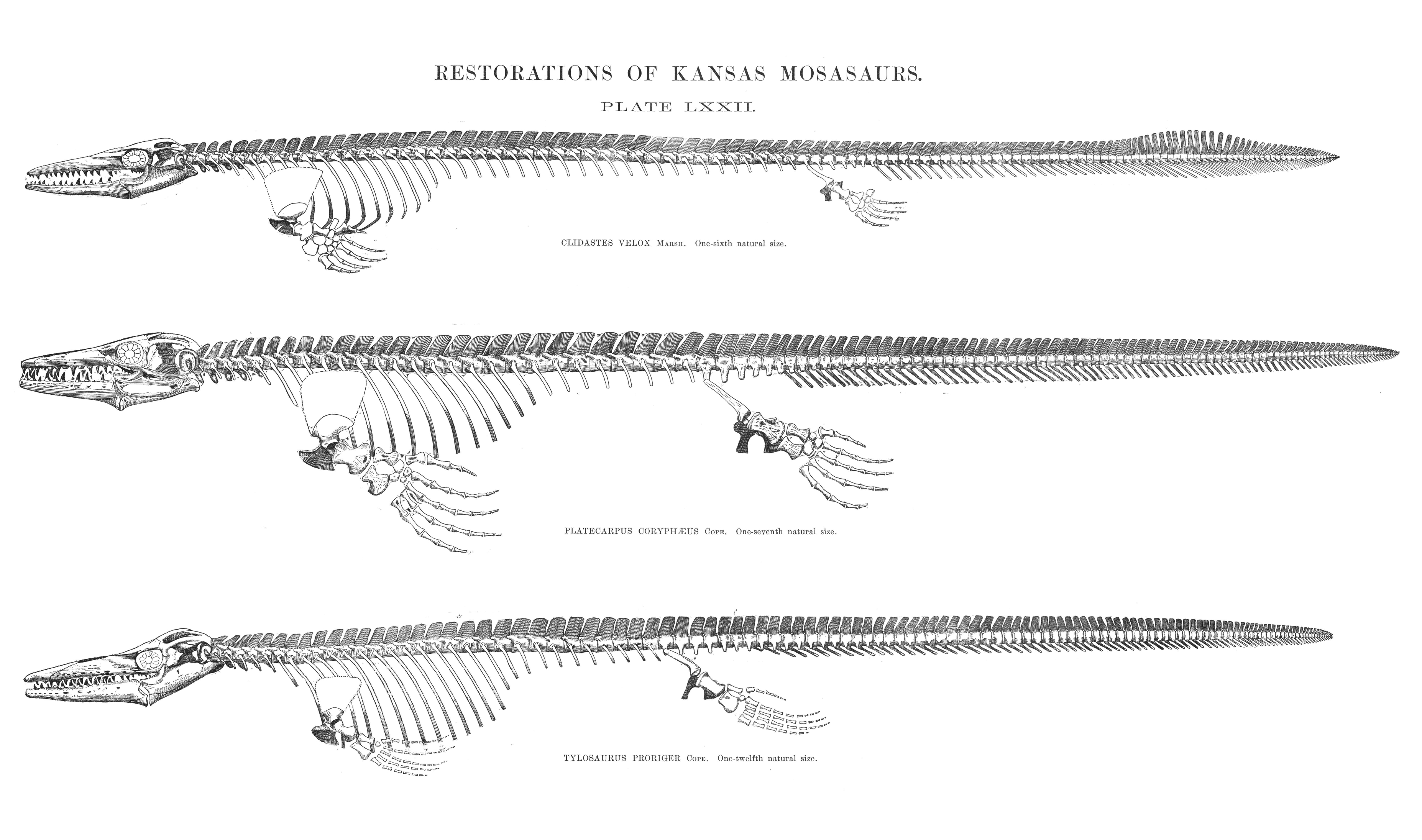
Figure provenant de l'article de Williston paru en 1898, montrant la première reconstitution squelettique correcte de Tylosaurus (en bas).

Dans une large révision des mosasaures publiée en 1898, Samuel Wendell Williston effectue une nouvelle description anatomique de Tylosaurus qui corrige bon nombre des croyances erronées des paléontologues antérieurs à propos de ce genre. Plus précisément, son article inclut une reconstitution squelettique très rigoureuse de T. proriger effectuée sur la base de trois spécimens partiels provenant des collections du musée d'histoire naturelle de l'université du Kansas,. Ainsi, cette reconstitution dépeint l'animal comme un reptile marin très mobile ayant quatre palettes natatoires et un cou ainsi qu'une queue bien plus courts dans que les précédentes représentations, Williston fixant aussi une mensuration corporelle maximale proche de celles qui sont encore citées actuellement, à savoir 11 m de long. Malgré le fait que la colonne vertébrale est dessinée de manière droite et non courbée, cette reconstitution est toujours reconnue comme valide par la communauté scientifique. La découverte du premier squelette considérablement complet connu de Tylosaurus est révélée dès 1899 par Henry Fairfield Osborn, suivie par d'autres trouvailles plus ou moins semblables qui sont effectuées à partir du début des années 1900.

## Description

### Description simplifiée
Tylosaurus est un type de mosasaure dérivé ou tardif ayant des traits évolutifs avancés tels qu'un mode de vie entièrement aquatique. En tant que tel, il a un corps profilé, une queue allongée se terminant par un repli supportant une nageoire à deux lobes et deux paires de palettes natatoires. Dans les premières descriptions scientifiques les concernant, les mosasaures dérivés sont décrits comme des serpents marins géants à nageoires. Il est maintenant reconnu qu'ils sont plus similaires dans leur morphologie à d'autres grands vertébrés marins tels que les ichthyosaures, les crocodylomorphes marins et les baleines archéocètes à travers une évolution convergente,.

### Mensurations

Diagramme montrant la taille de diverses espèces de Tylosaurus par rapport à un être humain.

Certaines espèces de Tylosaurus figurent parmi les plus grands mosasaures à avoir été décrits. Le plus grand spécimen bien connu est un squelette de T. proriger présent dans le collections du musée d'histoire naturelle de l'université du Kansas, surnommé « Bunker » (catalogué KUVP 5033), qui aurait atteint une taille estimée entre 12 et 15,8 m de long,. Un squelette fragmentaire d'un autre T. proriger du musée d'histoire naturelle de Sternberg (catalogué FHSM VP-2496) aurait été peut-être plus grand ; Everhart estimant que le spécimen aurait atteint 14 m de long par rapport à son estimation de 12 m pour Bunker. Le genre présente la règle de Cope, dans laquelle on observe que sa taille corporelle augmente généralement au fil des temps géologiques. En Amérique du Nord, les plus anciens représentants de Tylosaurus ayant vécu du Turonien au Coniacien (il y a entre 90 à 86 millions d'années), qui comprennent T. nepaeolicus et ses précurseurs, mesuraient généralement 5 à 7 m de long et pesaient entre 200 et 500 kg. Au cours du Santonien (86-83 millions d'années), T. nepaeolicus et le nouvellement apparu T. proriger mesuraient 8 à 9 m de long et pesaient environ 1 100 kg. Durant le Campanien inférieur, T. proriger atteignait des longueurs de 13 à 14 m. Everhart émet l'hypothèse que, comme les mosasaures grandissaient continuellement tout au long de leur vie, il aurait été possible pour certains individus extrêmement âgés de Tylosaurus d'atteindre au maximum 20 m de long. Cependant, il souligne le manque de preuves fossiles suggérant de telles tailles et les chances qu'elles soient préservées.
D'autres espèces ayant vécu du Campanien au Maastrichtien atteignent des tailles similaires. L'estimation maximale la plus récente pour T. bernardi est fixée à 12,2 m en 2005, l'espèce étant anciennement estimée à tort comme atteignant des tailles encore plus grandes allant de 15 à 17 m. Une reconstruction squelettique de T. saskatchewanensis effectuée par le musée royal de la Saskatchewan estime une longueur totale de plus de 9,75 m. Le squelette monté de T. pembinensis exposé au Canadian Fossil Discovery Centre (en), surnommé « Bruce », mesure 13,05 m de long et a même reçu un record du monde Guinness pour « Le plus grand mosasaure exposé » en 2014. Cependant, le squelette fut assemblé pour être exposé avant qu'une réévaluation publiée en 2010 trouve que le nombre de vertèbres présentes au sein de l'espèce est exagéré. L'espèce proposée T. 'borealis' aurait atteint une longueur située entre 6,5 et 8 m.

### Crâne

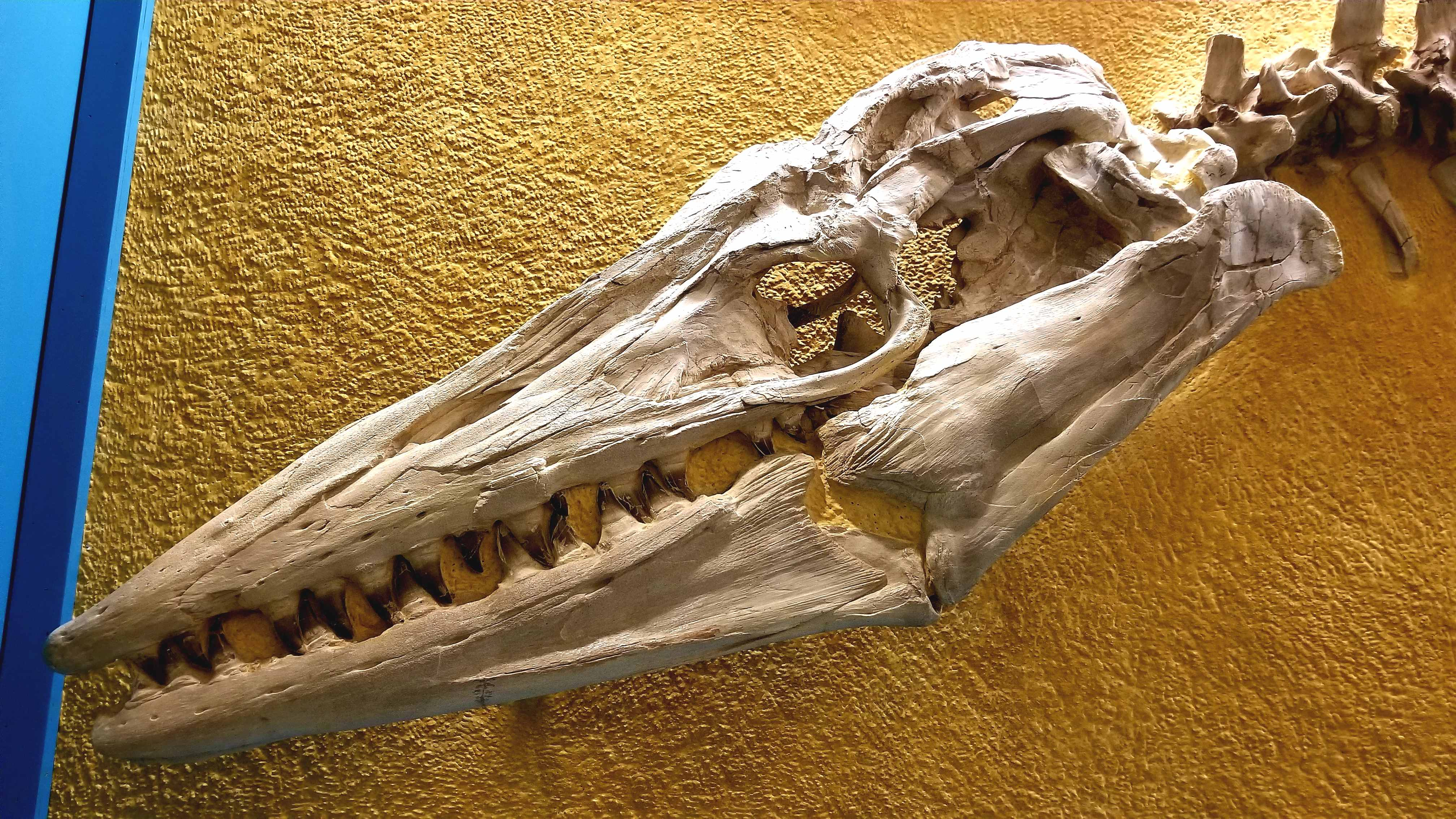
Vue de profil d'un crâne de T. proriger (FHSM VP-3).

Le plus grand crâne connu de Tylosaurus est celui de T. proriger, plus précisément du spécimen « Bunker » (KUVP 5033), estimé à 1,7 m de long. En fonction de l'âge et des variations individuelles, les crânes de Tylosaurus représentent entre 13 et 14 % de la longueur totale du squelette. La tête est fortement conique et le museau est proportionnellement plus long que celui de la plupart des mosasaures, à l'exception d’Ectenosaurus (en).

#### Structure crânienne

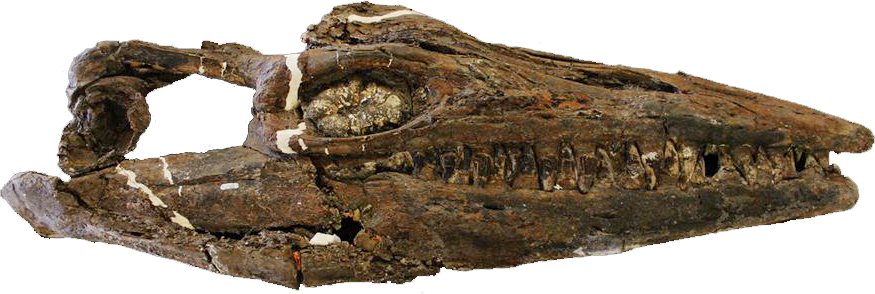
Crâne holotype de T. saskatchewanensis montrant le rostre allongé caractéristique du genre.

La caractéristique la plus reconnaissable de Tylosaurus est le rostre édenté et allongé qui dépasse de son museau, chose de laquelle le genre tire son nom. Ceci est formé par l’allongement de l’extrémité avant du prémaxillaire et du dentaire. Le rostre est petit et fortement incliné à la naissance, mais se développe rapidement en un « bouton » émoussé et allongé. Le museau est fortement construit, soutenu par une barre interne large et robuste (comprenant le processus postéro-dorsal du prémaxillaire, les nasaux et le processus antérieur du frontal). Le museau contient les branches terminales des nerfs trijumeaux à travers des foramens dispersés au hasard sur le rostre et le long du bord ventral du maxillaire, au-dessus de la ligne des gencives.
Les os prémaxillaires, maxillaires et frontaux bordent les narines externes ou les ouvertures des narines du corps. Contrairement aux autres mosasaures, les os préfrontaux sont exclus du bord des narines par un long processus postéro-dorsal du maxillaire. Les narines s'ouvrent au-dessus de la quatrième dent des maxillaires en avant chez T. proriger et T. pembinensis,, entre la troisième et la quatrième dent chez T. nepaeolicus, et postérieur à la quatrième dent chez T. bernardi. La longueur de la narine par rapport à celle du crâne varie selon les espèces, étant proportionnellement courte chez T. proriger (20 à 27 % de la longueur du crâne,), T. bernardi (24 % de la longueur du crâne) et T. gaudryi (25 à 27 % de la longueur du crâne), et long chez T. pembinensis (28 à 31 %de la longueur du crâne). Les os nasaux sont soit flottants, soit légèrement articulés à la barre internariale, n'entrent pas en contact avec les os frontaux, et ne sont pas fusionnés les uns aux autres comme ils le sont chez les varans actuels. L'association lâche des os nasaux avec le reste du crâne chez Tylosaurus et d'autres mosasaures peuvent expliquer pourquoi les os sont fréquemment perdus et donc extrêmement rares. Tylosaurus est l'un des seuls mosasaures dont les os nasaux sont clairement documentés, l'autre étant le spécimen holotype de Plotosaurus, bien que l'un des os soit manquant.
Les narines externes mènent aux choanes (narines internes) du palais, qui assurent le passage des narines à la gorge. Chez Tylosaurus, ils ont la forme d'une larme comprimée et sont bordés par les vomers, les palatins et le maxillaire. En avant des choanes, chaque vomer borde la fosse de l'organe de Jacobson, qui est impliqué dans le sens de l'olfaction basé sur la langue. Il commence à l'opposé de la quatrième dent maxillaire de Tylosaurus, et se termine également immédiatement après la cinquième dent maxillaire chez T. bernardi. Le point de sortie des veines menant aux sinus à l'intérieur du palatin se situe juste devant l'organe de Jacobson, entre les vomers et le maxillaire. Ceci diffère des varans actuels, où la sortie se fait derrière l'organe.

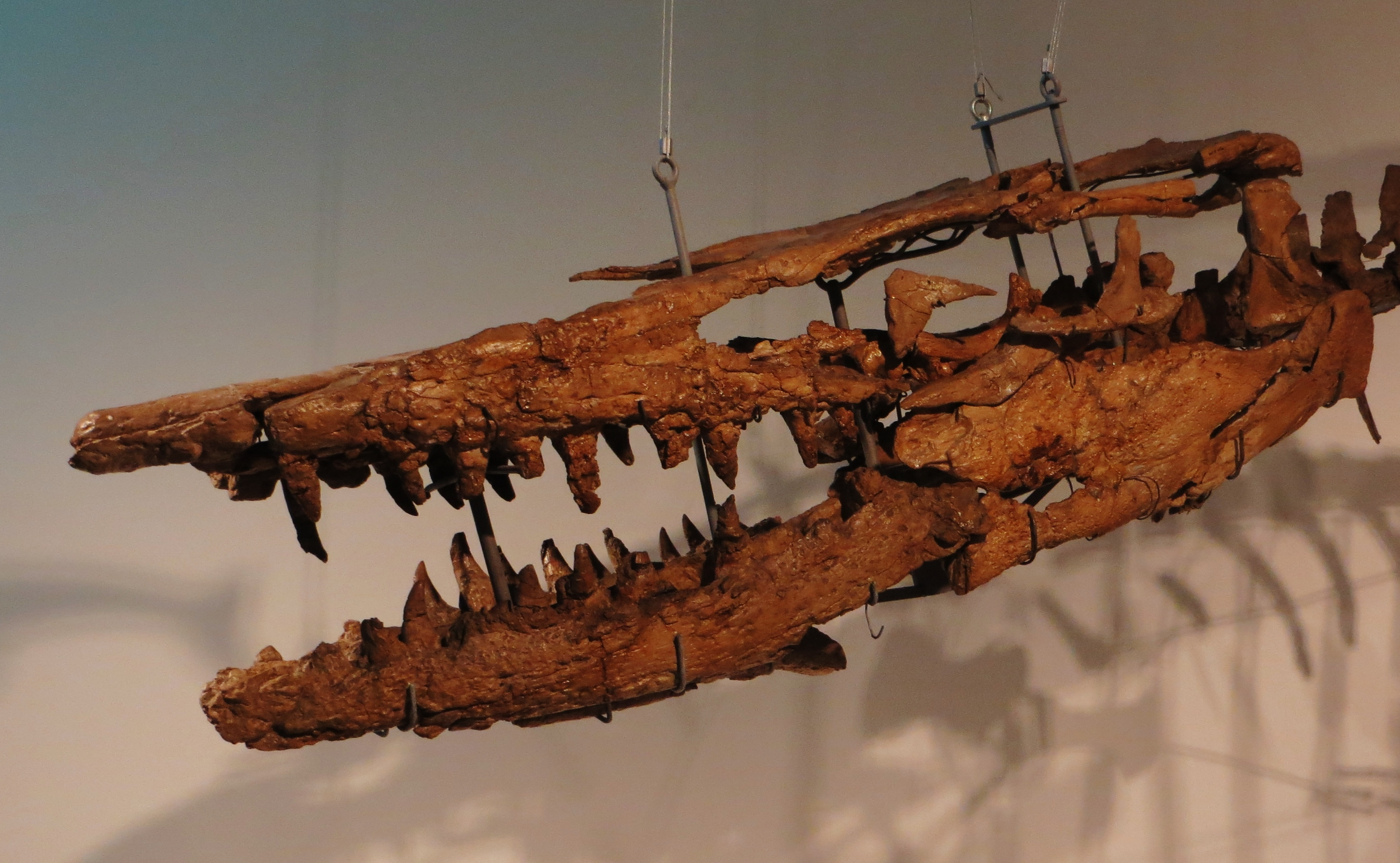
Crâne holotype de T. bernardi montrant l'os jugal.

L'os frontal de Tylosaurus possède généralement, mais pas toujours, une crête médiane basse. Il est plus important chez T. proriger,, et est modérément développé chez T. saskatchewanensis et T. bernardi, s'étendant sur le prémaxillaire chez ce dernier. La crête frontale est présente mais peu développée dans la plupart des crânes de T. nepaeolicus, et parfois perdue chez certains individus adultes. Le frontal chevauche les préfrontaux et postorbitofrontaux au-dessus des orbites oculaires et le pariétal en arrière. La position de l'œil pinéal sur le pariétal est variable, apparaissant soit près de la suture frontopariétale, soit en contact avec elle,. Les orbites sont bordées par les os préfrontal, lacrymal, postorbitofrontal et jugal. Une caractéristique diagnostique de Tylosaurus est que les préfrontaux et postorbitofrontaux se chevauchent au-dessus des orbites, empêchant la contribution du frontal. Le jugal forme le bas de l'orbite, chez Tylosaurus, il est en forme de « L » et présente une extension distinctive en forme d'empattement dans le coin inférieur arrière de la jonction entre les branches horizontale et verticale appelée processus postéroventral,. La branche verticale est recouverte par la branche postorbitofrontale chez la plupart des espèces,,, et la branche horizontale chevauche le maxillaire. Chez T. bernardi, la branche verticale ne se chevauche pas mais se joint à la branche postorbitofrontale via une suture et est beaucoup plus épaisse que la branche horizontale.

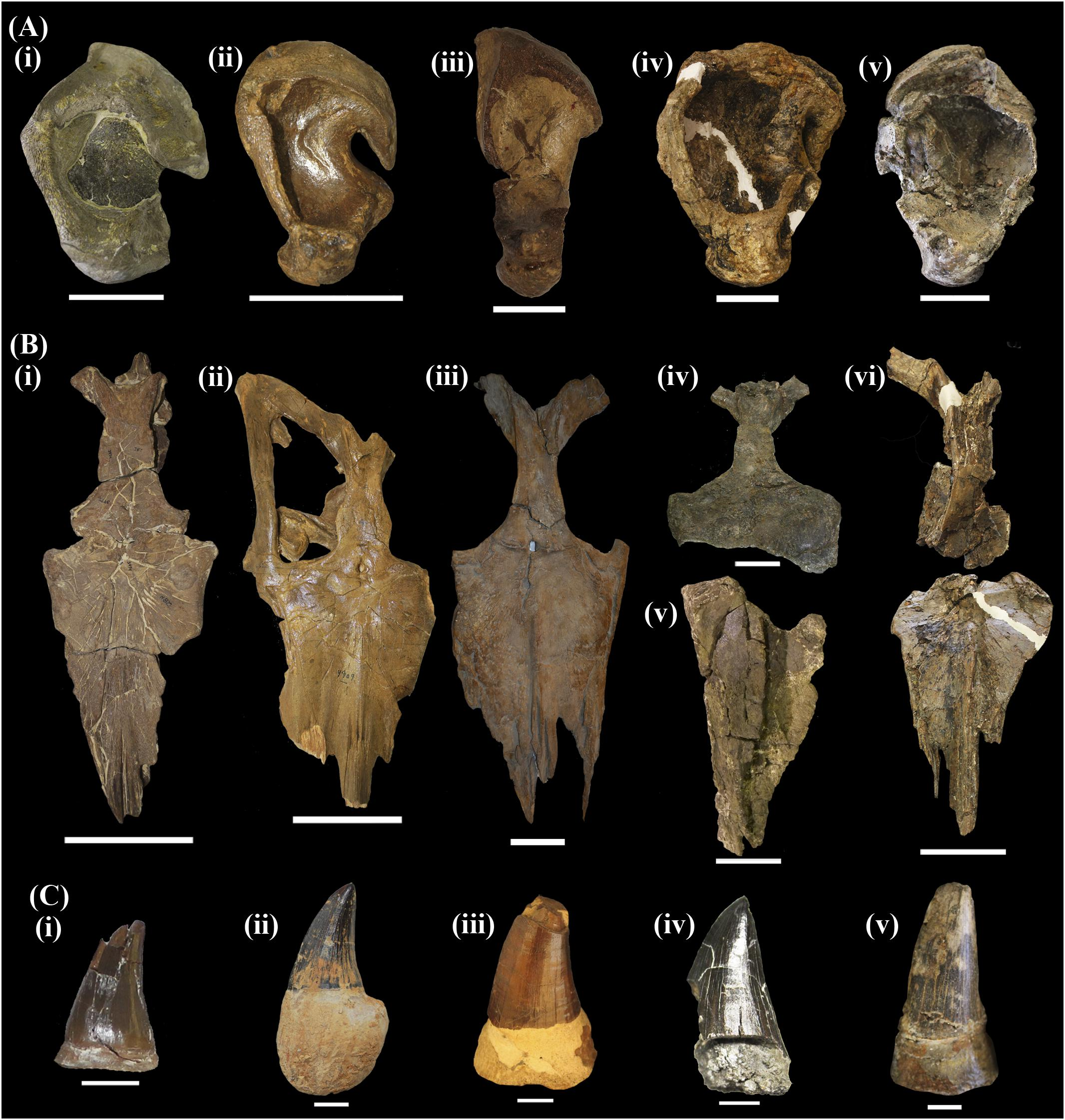
Os carrés (A), toit crâniens (B) et dents (C) de T. nepaeolicus (i), T. proriger (ii), T. bernardi (iii), T. pembinensis (iv) et T. saskatchewanensis (v).

Les os carrés (homologues de l'enclume chez les mammifères) sont situés à l'arrière du crâne, articulant la mâchoire inférieure au crâne et en tenant les tympans. L'anatomie complexe de l'os le rend très diagnostique même au niveau des espèces. En vue latérale, l'os carré ressemble à un crochet chez les individus immatures de T. nepaeolicus et de T. proriger, mais sous forme adulte pour les deux espèces, T. bernardi,, T. pembinensis, et T. saskatchewanensis, il prend une forme ovale et robuste. Le tympan est attaché à la surface latérale de l'os dans une dépression en forme de bol appelée conque alaire. La conque est peu profonde chez T. nepaeolicus, T. proriger et T. bernardi et profonde chez T. pembinensis et T. saskatchewanensis. Le bord des alaires est mince chez T. nepaeolicus, T. proriger et T. bernardi,, et épais chez T. bernardi, T. pembinensis et T. saskatchewanensis. Le processus suprastapédien est une extension osseuse en forme de crochet qui se courbe postéro-ventralement à partir du sommet de la tige en une boucle incomplète, ayant probablement servi de point d'attache pour les muscles masticateurs qui ouvraient la mâchoire inférieure,,. Le processus est mince et proportionnellement long chez les individus immatures de T. nepaeolicus et T. proriger, et s'épaissit à mesure qu'ils grandissent. Le processus est de longueur similaire à celui de T. proriger chez T. saskatchwanensis et plus court chez T. bernardi. Chez T. pembinensis, il tourne brusquement médialement à un angle de 45° vers le bas. Une déviation similaire apparaît chez certains os carrés des juvéniles de T. nepaeolicus. Le processus infrastapédien émerge de la marge postéroventrale de la conque alaire. Sa forme semble changer d'un point de vue ontogénétique chez T. nepaeolicus et T. proriger. Chez T. nepaeolicus, le processus est absent chez les juvéniles mais apparaît comme une petite bosse chez les adultes, tandis que chez T. proriger, il est présent comme un point subtil chez les juvéniles et devient un demi-cercle distinctement large chez les adultes. Le processus est petit chez T. bernardi, et chez T. pembinensis et T. saskatchewanensis il est arrondi. Chez T. saskatchewanensis, le processus suprastapédien touche presque le processus infrastapédien. Au bas de la tige se trouve le condyle mandibulaire, qui forme l'articulation entre le carré et la mâchoire inférieure. Il est de forme arrondie chez les adultes,,,. Sur la surface médiale de l'os, une épaisse crête verticale en forme de pilier dépasse souvent au-delà du bord dorsal du carré, de sorte qu'elle est visible en vue latérale.

#### Mâchoire et dentition
Chez Tylosaurus, les mâchoires supérieures incluent le prémaxillaire et le maxillaire, tandis que les mâchoires inférieures incluent le dentaire, le spénial (en), le coronoïde, l'angulaire, le surangulaire et le préarticulaire-articulaire (le préarticulaire étant fusionné à l'os articulaire chez les squamates). Le prémaxillaire, le maxillaire et le dentaire abritent la dentition marginale, les ptérygoïdes abritant la dentition palatine. De chaque côté du crâne, Tylosaurus possède deux dents dans les prémaxillaires, douze à treize dents dans les maxillaires, treize dents dans les os dentaires et dix à onze dents ptérygoïdiennes. La dentition est homodonte, ce qui signifie que toutes les dents sont presque identiques aussi bien en taille qu'en forme,,, à l'exception des dents ptérygoïdiennes, qui sont plus petites et plus recourbées que les dents marginales.
Les os dentaires des tylosaurinés sont allongés, représentant entre 56 et 60 % de la longueur totale de la mâchoire inférieure chez les adultes T. nepaeolicus et T. proriger, environ 55 % chez T. pembinensis et 62% chez T. saskatchwanensis. Ce même os dentaire est robuste, bien que pas aussi solidement construit que chez Mosasaurus, Prognathodon ou encore Plesiotylosaurus. La marge ventrale du dentaire varie de droite à légèrement concave,. Une petite crête dorsale apparaît antérieurement à la première dent de l'os dentaire chez les individus matures de T. proriger.

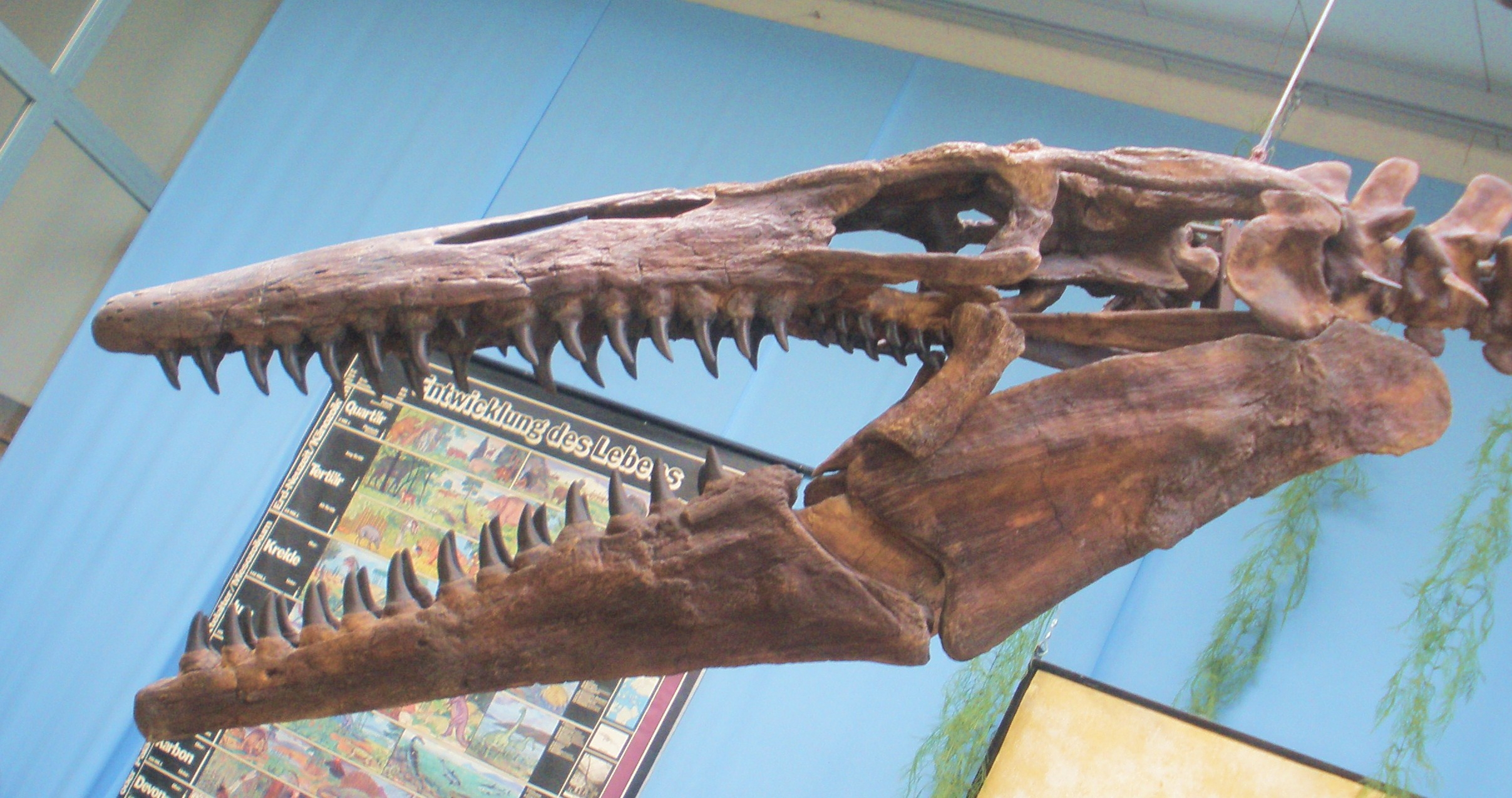
Crâne monté de T. proriger (moulage basé d'après KUVP 5033, alias « Bunker ») présentant à la fois des dents marginales et ptérygoïdiennes.

La dentition marginale de la plupart des espèces est adaptée à la coupe de grands vertébrés marins,, ceux de T. ivoensis et T. gaudryi semblant être plus optimisés pour percer ou écraser des proies, et T. 'borealis' étant à la fois spécialisés pour le perçage et la coupe. Les dents marginales sont triangulaires avec une légère courbure vers l'arrière des mâchoires de sorte que le côté lingual (le côté tourné vers la langue) forme une courbe en forme de « U ». Vues de dessus, elles sont comprimées sur les côtés lingual et labial (le côté tourné vers les lèvres) pour former une forme ovale,. Les dents des T. proriger immatures sont initialement comprimées, mais deviennent coniques à l’âge adulte,,. Les carènes (bords tranchants) sont finement dentelées via de petits denticules,,, sauf chez les juvéniles de T. nepaeolicus. Chez T. pembinensis, les carènes sont lâches. Les dents ont généralement des carènes antérieures et postérieures, mais certaines dents antérieures n'ont que des carènes antérieures,. La disposition des carènes, si elles sont appariées, n'est pas toujours égale. Chez au moins T. proriger, T. ivoensis, T. gaudryi, et T. pembinensis, ils sont positionnés de telle sorte que la surface du côté lingual de la dent soit plus grande que celle du côté labial. Chez T. bernardi, les deux côtés sont toujours équilibrés en termes de surface. La surface de l'émail est bordée de fines stries qui s'étendent verticalement à partir de la base de la dent. La surface est soit lisse, soit légèrement facettée, c'est-à-dire aplatie en plusieurs côtés pour former une géométrie en forme de prisme.
En 2006, Nathalie Bardet et ses collègues classent les espèces de Tylosaurus en deux groupes morphologiques en fonction de la dentition marginale. Le groupe nord-américain de type « proriger » inclut T. proriger et T. nepaeolicus et se caractérise par des dents à facettes lisses ou peu marquées, des carènes moins proéminentes et un réseau veineux de stries primitives s'étendant jusqu'à la pointe. Le groupe fut initialement défini comme ayant des dents fines, mais des recherches ultérieures reconnaissent depuis que la finesse est un trait ontogénétique chez T. proriger avec des dents robustes apparaissant chez les formes adultes. Bien que non formellement classées au sein d'un groupe, les dents marginales de T. saskatchwanensis partagent une morphologie comparable à celles de T. proriger. Le deuxième groupe est le groupe euro-américain de type « ivoensis », qui inclut entre autres T. ivoensis, T. gaudryi et T. pembinensis. Leurs dents sont robustes avec des carènes proéminentes ayant des stries sur les côtés lingual et parfois labial qui n'atteignent pas la pointe de la dent, et disposant de facettes sur le côté labial. Les facettes sont douces chez T. pembinensis, tandis qu'elles sont légèrement concaves chez T. ivoensis. Cette dernière caractéristique est également connue sous le nom de cannelure. Les dents marginales de T. gaudryi sont quasiment indistinguables de celles de T. ivoensis. T. iembeensis n'est placé dans aucun de ces deux groupes, aucune autre description n'étant connue de ses dents si ce n'est qu'elles présentent des stries et n'ont aucune facette. La distinction d'un groupe de type « ivoensis » est controversée. Caldwell et ses collègues avancent que T. pembinensis ne peut être comparé à T. ivoensis car ses dents ne sont pas cannelées et que celles de T. ivoensis sont davantage apparentées aux dents cannelées de Taniwhasaurus. En 2019, Jiménez-Huidobro et Caldwell répertorient l'absence de cannelures marginales comme étant un trait diagnostique qui différencie Tylosaurus de Taniwhasaurus.
Les dents ptérygoïdiennes auraient pu permettre l'alimentation par cliquet, dans laquelle les dents supérieures maintiennent la proie en place tandis que la mâchoire inférieure glisse d'avant en arrière via une articulation stréoptostylienne (en) de la mâchoire. La base des dents ptérygoïdiennes est presque circulaire et chaque dent est divisée en côtés avant et arrière de surface presque égale via une paire de carènes labiales et linguales faibles, sauf chez T. gaudryi, chez lequel les dents sont comprimées médiolatéralement. Les carènes de ces dents ne sont pas dentelées,. La surface antérieure a tendance à être lisse ou légèrement facettée, tandis que la surface postérieure est striée.

### Tissus mous

#### Peau et coloration
Des preuves fossiles de la peau de Tylosaurus sous forme d'écailles sont décrites depuis la fin des années 1870. Ces écailles sont petites et en forme de losange et disposées en rangées obliques, comparables à celles trouvées chez les serpents à sonnettes actuelles et d'autres reptiles apparentés. Cependant, les écailles de ce mosasaure sont beaucoup plus petites par rapport à l'ensemble du corps,. Un individu mesurant 5 m de long possède des écailles cutanées mesurant 3,3 sur 2,5 mm, et dans chaque pouce carré (2,54 cm) du dessous du mosasaure, une moyenne de 90 écailles seraient présentes. Chaque écaille a une forme ressemblant à celle des denticules des requins. Cela a probablement contribué à réduire la traînée sous-marine et le reflet sur la peau.
Une analyse microscopique des écailles d'un spécimen de T. nepaeolicus menée par Lindgren et ses collègues en 2014 détecte des traces élevées du pigment eumélanine, indiquant une coloration sombre semblable à celle de la tortue luth actuelle. Cela peut avoir été complété par une ombre inversée, présente chez de nombreux animaux aquatiques, bien que la répartition des pigments sombres et clairs chez l'espèce reste inconnue. Une forme de couleur sombre aurait apporté plusieurs avantages évolutifs. La coloration foncée augmente l'absorption de la chaleur, permettant à l'animal de maintenir une température corporelle élevée dans des environnements plus froids. La possession de ce trait pendant la juvénilité faciliterait à son tour des taux de croissance rapides. Une coloration sombre non réfléchissante et une ombre inversée auraient fourni au mosasaure un camouflage accru. Des fonctions spéculatives supplémentaires incluent une tolérance accrue au rayonnement ultraviolet solaire et des téguments renforcés. L'étude remarque que certains gènes codant pour le mélanisme sont pléiotropes pour une agressivité accrue.

#### Système respiratoire
Un spécimen de T. proriger catalogué AMNH FR 221 préserve certaines parties du système respiratoire cartilagineux. Cela comprend des parties du larynx, de la trachée et des bronches. Ils ne furent cependant que brièvement décrits dans leurs positions préservées au sein d'une étude menée par Osborn en 1899. Le larynx est mal conservé, un morceau de son cartilage apparaissant d'abord en dessous, juste entre le ptérygoïde et l'os carré et s'étend derrière ce dernier. Celui-ci se connecte à la trachée, qui apparaît sous la vertèbre de l'atlas mais n'est pas préservée par la suite. Les voies respiratoires réapparaissent sous la cinquième côte en ayant la forme d'une paire de bronches et s'étendent juste derrière les coracoïdes telles que conservées, où la préservation est perdue. L'appariement suggère deux poumons fonctionnels comme ceux des lézards actuels à membres mais contrairement aux serpents. Des ramifications similaires se trouvent également chez Platecarpus et de manière putative chez Mosasaurus, qui sont les deux seuls autres mosasaures dérivés dont le système respiratoire est documenté. Le point de bifurcation du spécimen de Tylosaurus se situe n'importe où entre la première et la sixième vertèbre cervicale,. Chez Platecarpus, les bronches auraient probablement divergé sous la sixième cervicale en paires presque parallèles, tandis que chez Mosasaurus l'organe est disloqué. La position d'un point de bifurcation en avant des membres antérieurs serait différente des lézards terrestres, où il se trouve dans la région de la poitrine, mais similaire à la trachée courte et aux bronches parallèles des baleines.

## Classification

### Taxonomie

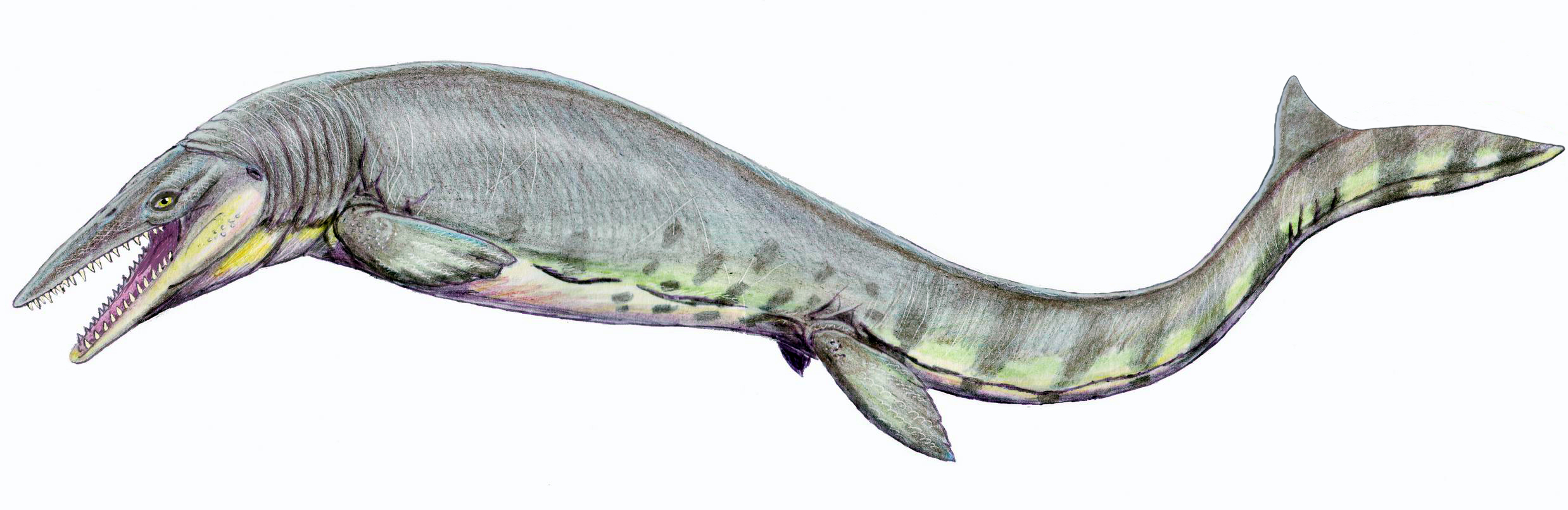
Reconstitution par Dimitri Bogdanov d'un T. pembinensis.

Tylosaurus est classé dans la famille des Mosasauridae, au sein de la super-famille des Mosasauroidea, et représente le genre type de la sous-famille des Tylosaurinae. Les autres membres de ce groupe comprennent Taniwhasaurus et potentiellement Kaikaifilu, la sous-famille étant définie par la caractéristique commune d'un rostre prémaxillaire allongé ne portant pas de dents. Les plus proches parents des Tylosaurinae incluent les Plioplatecarpinae et les lignées primitives des Tethysaurinae (en) et des Yaguarasaurinae (en). Ensemble, ils sont membres de l'une des trois principales lignées possibles de mosasaures (les autres étant les Mosasaurinae et les Halisauromorpha (en)) qui est reconnue pour la première fois en 1993. Ce clade est ensuite désigné sous le nom de Russellosaurina par Polcyn et Bell en 2005,,.

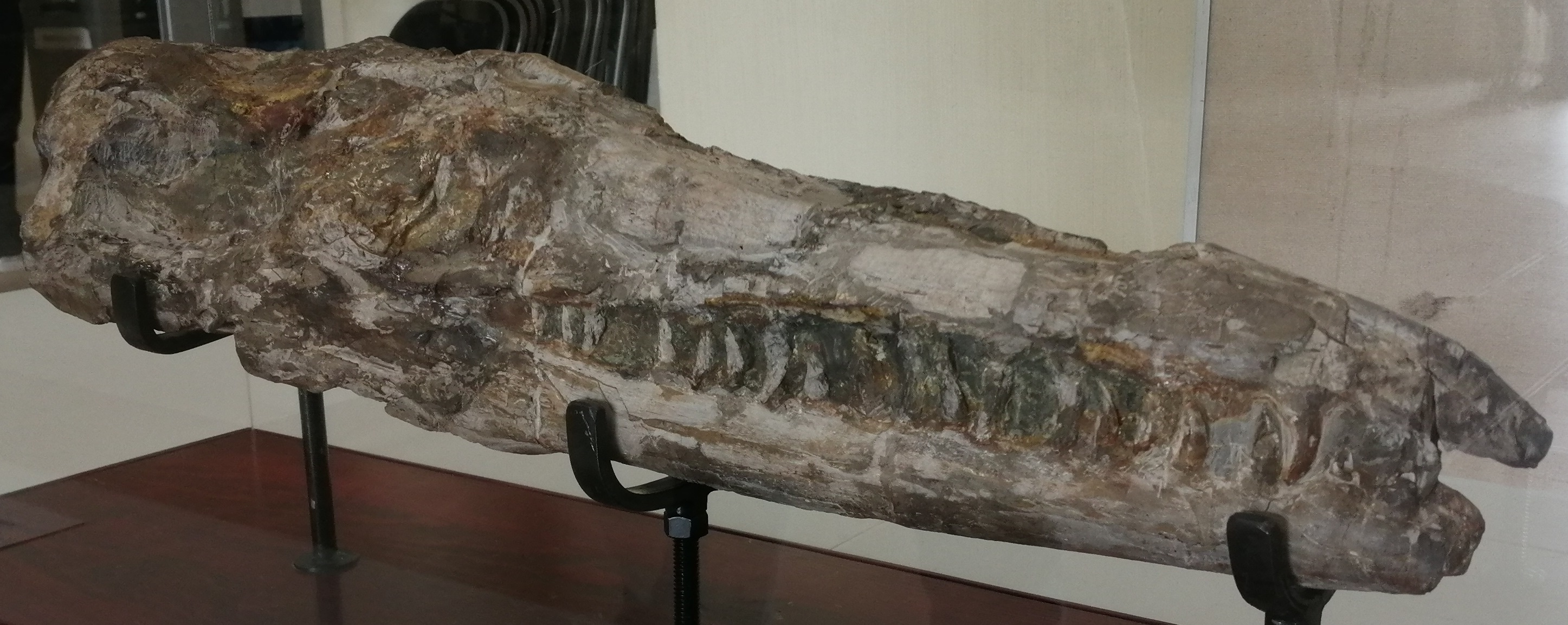
Crâne fossile datant du Turonien de T. sp. aff. kansasensis (SGM-M1), étant un des plus anciens spécimens connus du genre.

Tylosaurus est l'un des premiers mosasaures dérivés. Le plus ancien fossile attribuable au genre est un prémaxillaire catalogué TMM 40092-27, découvert dans les gisements du Turonien moyen de l'Arcadia Park Shale (en) au Texas, qui est daté entre 92,1 et 91,4 millions d'années sur la base de corrélations avec des fossiles index. Bien qu’initialement décrit comme un tylosauriné incertae sedis, il est ultérieurement remarqué qu'il s'agirait probablement d'un T. kansasensis. Le spécimen est ensuite répertorié au sein de l’espèce lors d’un réexamen publié en 2020. Un spécimen légèrement plus récent est celui d'un crâne d'une espèce indéterminée de Tylosaurus semblable à T. kansasensis, catalogué SGM-M1, provenant de la formation d'Ojinaga (en) à Chihuahua, au Mexique, datant d'environ 90 millions d'années au plus tôt. Une dent provenant d'un gisement datant du Maastrichtien supérieur à Nasiłów, en Pologne, datant de près de la limite Crétacé-Paléogène, est attribuée à une espèce non spécifiée d’Hainosaurus,. Avec l'incorporation d’Hainosaurus en tant que synonyme junior de Tylosaurus, cela fait également du genre l'un des derniers mosasaures connus,. Actuellement, huit espèces de Tylosaurus sont reconnues par les scientifiques comme étant taxonomiquement valides, à savoir T. proriger, T. nepaeolicus, T. bernardi, T. gaudryi, T. ivoensis, T. iembeensis, T. pembinensis et T. saskatchewanensis. La validité de deux taxons supplémentaires reste incertaine : il y a encore un débat pour savoir si T. kansasensis serait un synonyme junior de T. nepaeolicus, et T. 'borealis' n'ayant pas encore été décrit dans une publication officielle,.

### Phylogénie et évolution
En 2020, Madzia et Cau effectuent une analyse bayésienne pour mieux comprendre l'influence évolutive sur les premiers mosasaures par les pliosaures et les polycotylidés contemporains en examinant les taux d'évolution des mosasauroïdes comme Tylosaurus (en particulier T. proriger, T. nepaeolicus et T. bernardi). Une analyse bayésienne dans la mise en œuvre de l’étude peut se rapprocher des taux d’évolution morphologique et des âges de divergence des clades définis numériquement. Les tylosaurinés auraient divergé des plioplatecarpinés vers environ 93 millions d'années avant notre ère. La divergence est caractérisée par le taux d'évolution le plus élevé parmi toutes les lignées de mosasauridés. Cette tendance d'évolution rapide coïncide avec l'extinction des pliosaures et une diminution de la diversité des polycotylidés. L'étude note des traits convergents entre Tylosaurus, les pliosaures et certains polycotylidés en termes de morphologie dentaire et de taille corporelle. Cependant, il n'y a aucune preuve suggérant que Tylosaurus ou ses précurseurs auraient évolué à la suite de la supériorité et/ou de la conduite à l'extinction des pliosaures et des polycotylidés. Au lieu de cela, Madzia et Cau proposent que Tylosaurus ait pu profiter de l'extinction des pliosaures et du déclin des polycotylidés pour combler rapidement le vide écologique laissé derrière eux. L'analyse bayésienne approxime également une divergence de T. nepaeolicus par rapport au reste du genre il y a environ 86,88 millions d'années et une divergence entre T. proriger et T. bernardi vers environ 83,16 millions d'années. L'analyse génère également un statut paraphylétique du genre, se rapprochant de la divergence de Taniwhasaurus avec Tylosaurus vers environ 84,65 millions d'années, mais ce résultat n'est pas cohérent avec les analyses phylogénétiques précédemment menées.

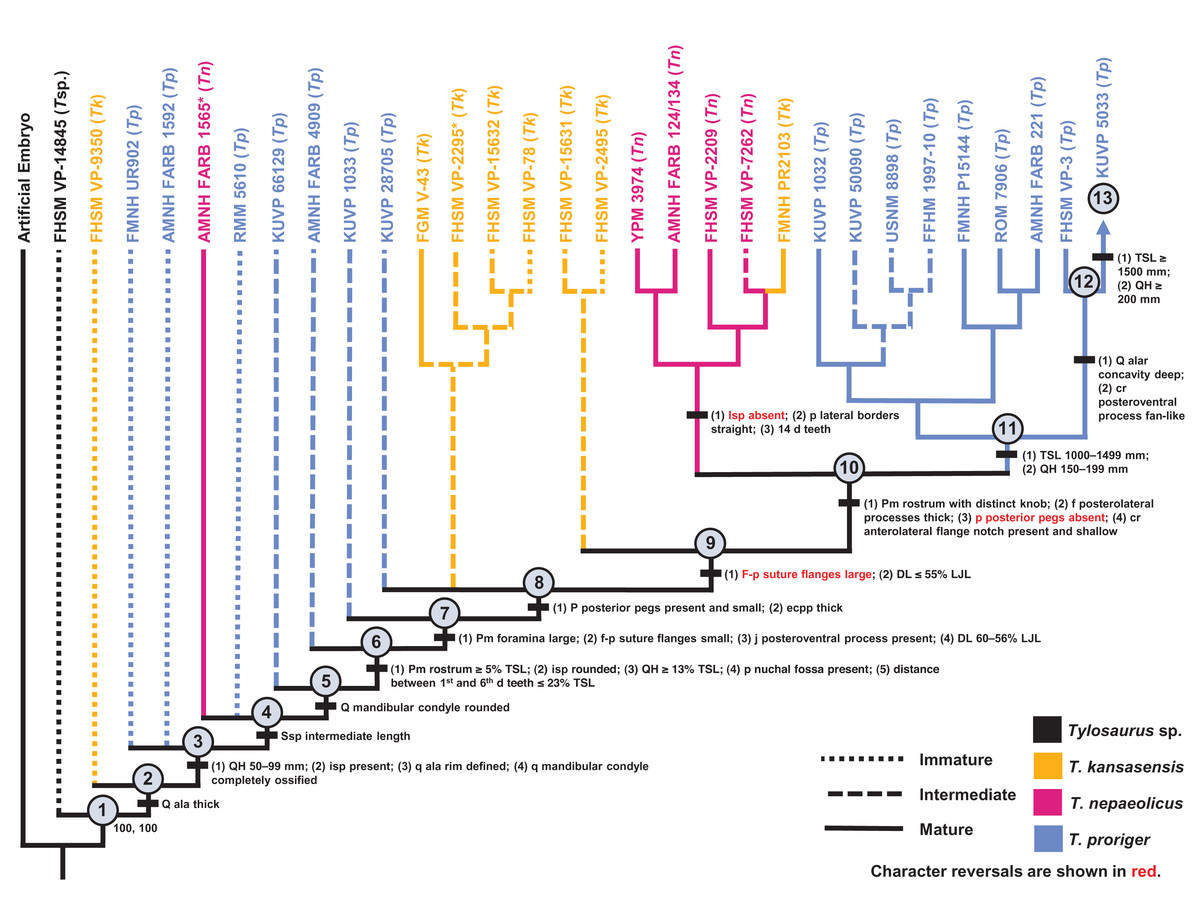
Ontogramme démontrant l'évolution de T. nepaeolicus en T. proriger par péramorphose.

Dans la voie maritime intérieure de l'Ouest, T. nepaeolicus et T. proriger, peuvent représenter une chrono-espèce, dans laquelle ils constituent une seule lignée qui évolua continuellement sans ramification dans un processus connu sous le nom d'anagenèse. Cela est évident par le fait que les deux espèces ne se chevauchent pas stratigraphiquement, sont des taxons frères, partagent des différences morphologiques mineures et intermédiaires telles qu'un changement progressif dans le développement de l'os carré et vivaient aux mêmes endroits,. Une hypothèse émet que les moyens par lesquels cette lignée évolua reposent sur l'un des deux mécanismes évolutifs liés aux changements dans l'ontogenèse. Premièrement, Jiménez-Huidobro, Simões et Caldwell proposent en 2016 que T. proriger ait évolué comme un pédomorphe de T. nepaeolicus, dans lequel le descendant est né de changements morphologiques dus à la rétention des caractéristiques juvéniles du taxon ancestral à l'âge adulte. Ceci est basé sur la présence d'une crête frontale et de bords convexes de l'os pariétal du crâne partagés chez les juvéniles de T. nepaeolicus et tous les individus de T. proriger, mais perdus chez les adultes de T. nepaeolicus,. Cependant, une étude ontogénétique réalisée par Amelia R. Zietlow en 2020 révèle qu'il n'est pas clair si cette observation résulte d'une pédomorphose, bien que cette incertitude puisse être due au fait que la taille de l'échantillon des T. nepaeolicus adultes est trop faible pour déterminer la signification statistique. Deuxièmement, la même étude propose une hypothèse alternative de péramorphose, dans laquelle T. proriger aurait évolué en développant des traits trouvés chez les T. nepaeolicus matures au cours de l'immaturité. Basée sur les résultats d'un ontogramme cladistique développé à partir des données de 74 spécimens de Tylosaurus, l'étude identifie une multitude de traits présents chez tous les spécimens de T. proriger et des T. nepaeolicus adultes, mais absents chez les juvéniles de cette dernière espèce : la taille et la profondeur du crâne sont grandes, la longueur du rostre allongé dépasse 5 % de la longueur crânienne totale, les processus suprastapédiens carrés sont épais, la forme globale du carré converge et le processus postéroventral ressemble à un éventail.
Le cladogramme suivant est modifié à partir de l'analyse phylogénétique menée par Jiménez-Huidobro & Caldwell (2019), basée d'après les espèces de tylosaurinés avec les matériaux suffisamment connu pour modéliser des relations précises, :
|  | Tethysaurinae (en)   |
|  |                      |
|  | Yaguarasaurinae (en) |
|  |                      |

|  | Taniwhasaurus oweni       |
|  |                           |
|  | Taniwhasaurus antarcticus |
|  |                           |

|  | Tylosaurus proriger |
|  |                     |
|  | Tylosaurus bernardi |
|  |                     |

|  | Tylosaurus pembinensis       |
|  |                              |
|  | Tylosaurus saskatchewanensis |
|  |                              |

|  | Tylosaurus proriger |
|  |                     |
|  | Tylosaurus bernardi |
|  |                     |

|  | Tylosaurus pembinensis       |
|  |                              |
|  | Tylosaurus saskatchewanensis |
|  |                              |

|  | Tylosaurus proriger |
|  |                     |
|  | Tylosaurus bernardi |
|  |                     |

|  | Tylosaurus pembinensis       |
|  |                              |
|  | Tylosaurus saskatchewanensis |
|  |                              |

|  | Tylosaurus proriger |
|  |                     |
|  | Tylosaurus bernardi |
|  |                     |

|  | Tylosaurus pembinensis       |
|  |                              |
|  | Tylosaurus saskatchewanensis |
|  |                              |

|  | Taniwhasaurus oweni       |
|  |                           |
|  | Taniwhasaurus antarcticus |
|  |                           |

|  | Tylosaurus proriger |
|  |                     |
|  | Tylosaurus bernardi |
|  |                     |

|  | Tylosaurus pembinensis       |
|  |                              |
|  | Tylosaurus saskatchewanensis |
|  |                              |

|  | Tylosaurus proriger |
|  |                     |
|  | Tylosaurus bernardi |
|  |                     |

|  | Tylosaurus pembinensis       |
|  |                              |
|  | Tylosaurus saskatchewanensis |
|  |                              |

|  | Tylosaurus proriger |
|  |                     |
|  | Tylosaurus bernardi |
|  |                     |

|  | Tylosaurus pembinensis       |
|  |                              |
|  | Tylosaurus saskatchewanensis |
|  |                              |

|  | Tylosaurus proriger |
|  |                     |
|  | Tylosaurus bernardi |
|  |                     |

|  | Tylosaurus pembinensis       |
|  |                              |
|  | Tylosaurus saskatchewanensis |
|  |                              |

|  | Plioplatecarpinae |
|  |                   |

|  | Taniwhasaurus oweni       |
|  |                           |
|  | Taniwhasaurus antarcticus |
|  |                           |

|  | Tylosaurus proriger |
|  |                     |
|  | Tylosaurus bernardi |
|  |                     |

|  | Tylosaurus pembinensis       |
|  |                              |
|  | Tylosaurus saskatchewanensis |
|  |                              |

|  | Tylosaurus proriger |
|  |                     |
|  | Tylosaurus bernardi |
|  |                     |

|  | Tylosaurus pembinensis       |
|  |                              |
|  | Tylosaurus saskatchewanensis |
|  |                              |

|  | Tylosaurus proriger |
|  |                     |
|  | Tylosaurus bernardi |
|  |                     |

|  | Tylosaurus pembinensis       |
|  |                              |
|  | Tylosaurus saskatchewanensis |
|  |                              |

|  | Tylosaurus proriger |
|  |                     |
|  | Tylosaurus bernardi |
|  |                     |

|  | Tylosaurus pembinensis       |
|  |                              |
|  | Tylosaurus saskatchewanensis |
|  |                              |

|  | Taniwhasaurus oweni       |
|  |                           |
|  | Taniwhasaurus antarcticus |
|  |                           |

|  | Tylosaurus proriger |
|  |                     |
|  | Tylosaurus bernardi |
|  |                     |

|  | Tylosaurus pembinensis       |
|  |                              |
|  | Tylosaurus saskatchewanensis |
|  |                              |

|  | Tylosaurus proriger |
|  |                     |
|  | Tylosaurus bernardi |
|  |                     |

|  | Tylosaurus pembinensis       |
|  |                              |
|  | Tylosaurus saskatchewanensis |
|  |                              |

|  | Tylosaurus proriger |
|  |                     |
|  | Tylosaurus bernardi |
|  |                     |

|  | Tylosaurus pembinensis       |
|  |                              |
|  | Tylosaurus saskatchewanensis |
|  |                              |

|  | Tylosaurus proriger |
|  |                     |
|  | Tylosaurus bernardi |
|  |                     |

|  | Tylosaurus pembinensis       |
|  |                              |
|  | Tylosaurus saskatchewanensis |
|  |                              |

|  | Plioplatecarpinae |
|  |                   |

|  | Tethysaurinae (en)   |
|  |                      |
|  | Yaguarasaurinae (en) |
|  |                      |

|  | Taniwhasaurus oweni       |
|  |                           |
|  | Taniwhasaurus antarcticus |
|  |                           |

|  | Tylosaurus proriger |
|  |                     |
|  | Tylosaurus bernardi |
|  |                     |

|  | Tylosaurus pembinensis       |
|  |                              |
|  | Tylosaurus saskatchewanensis |
|  |                              |

|  | Tylosaurus proriger |
|  |                     |
|  | Tylosaurus bernardi |
|  |                     |

|  | Tylosaurus pembinensis       |
|  |                              |
|  | Tylosaurus saskatchewanensis |
|  |                              |

|  | Tylosaurus proriger |
|  |                     |
|  | Tylosaurus bernardi |
|  |                     |

|  | Tylosaurus pembinensis       |
|  |                              |
|  | Tylosaurus saskatchewanensis |
|  |                              |

|  | Tylosaurus proriger |
|  |                     |
|  | Tylosaurus bernardi |
|  |                     |

|  | Tylosaurus pembinensis       |
|  |                              |
|  | Tylosaurus saskatchewanensis |
|  |                              |

|  | Taniwhasaurus oweni       |
|  |                           |
|  | Taniwhasaurus antarcticus |
|  |                           |

|  | Tylosaurus proriger |
|  |                     |
|  | Tylosaurus bernardi |
|  |                     |

|  | Tylosaurus pembinensis       |
|  |                              |
|  | Tylosaurus saskatchewanensis |
|  |                              |

|  | Tylosaurus proriger |
|  |                     |
|  | Tylosaurus bernardi |
|  |                     |

|  | Tylosaurus pembinensis       |
|  |                              |
|  | Tylosaurus saskatchewanensis |
|  |                              |

|  | Tylosaurus proriger |
|  |                     |
|  | Tylosaurus bernardi |
|  |                     |

|  | Tylosaurus pembinensis       |
|  |                              |
|  | Tylosaurus saskatchewanensis |
|  |                              |

|  | Tylosaurus proriger |
|  |                     |
|  | Tylosaurus bernardi |
|  |                     |

|  | Tylosaurus pembinensis       |
|  |                              |
|  | Tylosaurus saskatchewanensis |
|  |                              |

|  | Plioplatecarpinae |
|  |                   |

|  | Taniwhasaurus oweni       |
|  |                           |
|  | Taniwhasaurus antarcticus |
|  |                           |

|  | Tylosaurus proriger |
|  |                     |
|  | Tylosaurus bernardi |
|  |                     |

|  | Tylosaurus pembinensis       |
|  |                              |
|  | Tylosaurus saskatchewanensis |
|  |                              |

|  | Tylosaurus proriger |
|  |                     |
|  | Tylosaurus bernardi |
|  |                     |

|  | Tylosaurus pembinensis       |
|  |                              |
|  | Tylosaurus saskatchewanensis |
|  |                              |

|  | Tylosaurus proriger |
|  |                     |
|  | Tylosaurus bernardi |
|  |                     |

|  | Tylosaurus pembinensis       |
|  |                              |
|  | Tylosaurus saskatchewanensis |
|  |                              |

|  | Tylosaurus proriger |
|  |                     |
|  | Tylosaurus bernardi |
|  |                     |

|  | Tylosaurus pembinensis       |
|  |                              |
|  | Tylosaurus saskatchewanensis |
|  |                              |

|  | Taniwhasaurus oweni       |
|  |                           |
|  | Taniwhasaurus antarcticus |
|  |                           |

|  | Tylosaurus proriger |
|  |                     |
|  | Tylosaurus bernardi |
|  |                     |

|  | Tylosaurus pembinensis       |
|  |                              |
|  | Tylosaurus saskatchewanensis |
|  |                              |

|  | Tylosaurus proriger |
|  |                     |
|  | Tylosaurus bernardi |
|  |                     |

|  | Tylosaurus pembinensis       |
|  |                              |
|  | Tylosaurus saskatchewanensis |
|  |                              |

|  | Tylosaurus proriger |
|  |                     |
|  | Tylosaurus bernardi |
|  |                     |

|  | Tylosaurus pembinensis       |
|  |                              |
|  | Tylosaurus saskatchewanensis |
|  |                              |

|  | Tylosaurus proriger |
|  |                     |
|  | Tylosaurus bernardi |
|  |                     |

|  | Tylosaurus pembinensis       |
|  |                              |
|  | Tylosaurus saskatchewanensis |
|  |                              |

|  | Plioplatecarpinae |
|  |                   |

|  | Halisaurinae (en) |
|  |                   |
|  | Mosasaurinae      |
|  |                   |

|  | Tethysaurinae (en)   |
|  |                      |
|  | Yaguarasaurinae (en) |
|  |                      |

|  | Taniwhasaurus oweni       |
|  |                           |
|  | Taniwhasaurus antarcticus |
|  |                           |

|  | Tylosaurus proriger |
|  |                     |
|  | Tylosaurus bernardi |
|  |                     |

|  | Tylosaurus pembinensis       |
|  |                              |
|  | Tylosaurus saskatchewanensis |
|  |                              |

|  | Tylosaurus proriger |
|  |                     |
|  | Tylosaurus bernardi |
|  |                     |

|  | Tylosaurus pembinensis       |
|  |                              |
|  | Tylosaurus saskatchewanensis |
|  |                              |

|  | Tylosaurus proriger |
|  |                     |
|  | Tylosaurus bernardi |
|  |                     |

|  | Tylosaurus pembinensis       |
|  |                              |
|  | Tylosaurus saskatchewanensis |
|  |                              |

|  | Tylosaurus proriger |
|  |                     |
|  | Tylosaurus bernardi |
|  |                     |

|  | Tylosaurus pembinensis       |
|  |                              |
|  | Tylosaurus saskatchewanensis |
|  |                              |

|  | Taniwhasaurus oweni       |
|  |                           |
|  | Taniwhasaurus antarcticus |
|  |                           |

|  | Tylosaurus proriger |
|  |                     |
|  | Tylosaurus bernardi |
|  |                     |

|  | Tylosaurus pembinensis       |
|  |                              |
|  | Tylosaurus saskatchewanensis |
|  |                              |

|  | Tylosaurus proriger |
|  |                     |
|  | Tylosaurus bernardi |
|  |                     |

|  | Tylosaurus pembinensis       |
|  |                              |
|  | Tylosaurus saskatchewanensis |
|  |                              |

|  | Tylosaurus proriger |
|  |                     |
|  | Tylosaurus bernardi |
|  |                     |

|  | Tylosaurus pembinensis       |
|  |                              |
|  | Tylosaurus saskatchewanensis |
|  |                              |

|  | Tylosaurus proriger |
|  |                     |
|  | Tylosaurus bernardi |
|  |                     |

|  | Tylosaurus pembinensis       |
|  |                              |
|  | Tylosaurus saskatchewanensis |
|  |                              |

|  | Plioplatecarpinae |
|  |                   |

|  | Taniwhasaurus oweni       |
|  |                           |
|  | Taniwhasaurus antarcticus |
|  |                           |

|  | Tylosaurus proriger |
|  |                     |
|  | Tylosaurus bernardi |
|  |                     |

|  | Tylosaurus pembinensis       |
|  |                              |
|  | Tylosaurus saskatchewanensis |
|  |                              |

|  | Tylosaurus proriger |
|  |                     |
|  | Tylosaurus bernardi |
|  |                     |

|  | Tylosaurus pembinensis       |
|  |                              |
|  | Tylosaurus saskatchewanensis |
|  |                              |

|  | Tylosaurus proriger |
|  |                     |
|  | Tylosaurus bernardi |
|  |                     |

|  | Tylosaurus pembinensis       |
|  |                              |
|  | Tylosaurus saskatchewanensis |
|  |                              |

|  | Tylosaurus proriger |
|  |                     |
|  | Tylosaurus bernardi |
|  |                     |

|  | Tylosaurus pembinensis       |
|  |                              |
|  | Tylosaurus saskatchewanensis |
|  |                              |

|  | Taniwhasaurus oweni       |
|  |                           |
|  | Taniwhasaurus antarcticus |
|  |                           |

|  | Tylosaurus proriger |
|  |                     |
|  | Tylosaurus bernardi |
|  |                     |

|  | Tylosaurus pembinensis       |
|  |                              |
|  | Tylosaurus saskatchewanensis |
|  |                              |

|  | Tylosaurus proriger |
|  |                     |
|  | Tylosaurus bernardi |
|  |                     |

|  | Tylosaurus pembinensis       |
|  |                              |
|  | Tylosaurus saskatchewanensis |
|  |                              |

|  | Tylosaurus proriger |
|  |                     |
|  | Tylosaurus bernardi |
|  |                     |

|  | Tylosaurus pembinensis       |
|  |                              |
|  | Tylosaurus saskatchewanensis |
|  |                              |

|  | Tylosaurus proriger |
|  |                     |
|  | Tylosaurus bernardi |
|  |                     |

|  | Tylosaurus pembinensis       |
|  |                              |
|  | Tylosaurus saskatchewanensis |
|  |                              |

|  | Plioplatecarpinae |
|  |                   |

|  | Tethysaurinae (en)   |
|  |                      |
|  | Yaguarasaurinae (en) |
|  |                      |

|  | Taniwhasaurus oweni       |
|  |                           |
|  | Taniwhasaurus antarcticus |
|  |                           |

|  | Tylosaurus proriger |
|  |                     |
|  | Tylosaurus bernardi |
|  |                     |

|  | Tylosaurus pembinensis       |
|  |                              |
|  | Tylosaurus saskatchewanensis |
|  |                              |

|  | Tylosaurus proriger |
|  |                     |
|  | Tylosaurus bernardi |
|  |                     |

|  | Tylosaurus pembinensis       |
|  |                              |
|  | Tylosaurus saskatchewanensis |
|  |                              |

|  | Tylosaurus proriger |
|  |                     |
|  | Tylosaurus bernardi |
|  |                     |

|  | Tylosaurus pembinensis       |
|  |                              |
|  | Tylosaurus saskatchewanensis |
|  |                              |

|  | Tylosaurus proriger |
|  |                     |
|  | Tylosaurus bernardi |
|  |                     |

|  | Tylosaurus pembinensis       |
|  |                              |
|  | Tylosaurus saskatchewanensis |
|  |                              |

|  | Taniwhasaurus oweni       |
|  |                           |
|  | Taniwhasaurus antarcticus |
|  |                           |

|  | Tylosaurus proriger |
|  |                     |
|  | Tylosaurus bernardi |
|  |                     |

|  | Tylosaurus pembinensis       |
|  |                              |
|  | Tylosaurus saskatchewanensis |
|  |                              |

|  | Tylosaurus proriger |
|  |                     |
|  | Tylosaurus bernardi |
|  |                     |

|  | Tylosaurus pembinensis       |
|  |                              |
|  | Tylosaurus saskatchewanensis |
|  |                              |

|  | Tylosaurus proriger |
|  |                     |
|  | Tylosaurus bernardi |
|  |                     |

|  | Tylosaurus pembinensis       |
|  |                              |
|  | Tylosaurus saskatchewanensis |
|  |                              |

|  | Tylosaurus proriger |
|  |                     |
|  | Tylosaurus bernardi |
|  |                     |

|  | Tylosaurus pembinensis       |
|  |                              |
|  | Tylosaurus saskatchewanensis |
|  |                              |

|  | Plioplatecarpinae |
|  |                   |

|  | Taniwhasaurus oweni       |
|  |                           |
|  | Taniwhasaurus antarcticus |
|  |                           |

|  | Tylosaurus proriger |
|  |                     |
|  | Tylosaurus bernardi |
|  |                     |

|  | Tylosaurus pembinensis       |
|  |                              |
|  | Tylosaurus saskatchewanensis |
|  |                              |

|  | Tylosaurus proriger |
|  |                     |
|  | Tylosaurus bernardi |
|  |                     |

|  | Tylosaurus pembinensis       |
|  |                              |
|  | Tylosaurus saskatchewanensis |
|  |                              |

|  | Tylosaurus proriger |
|  |                     |
|  | Tylosaurus bernardi |
|  |                     |

|  | Tylosaurus pembinensis       |
|  |                              |
|  | Tylosaurus saskatchewanensis |
|  |                              |

|  | Tylosaurus proriger |
|  |                     |
|  | Tylosaurus bernardi |
|  |                     |

|  | Tylosaurus pembinensis       |
|  |                              |
|  | Tylosaurus saskatchewanensis |
|  |                              |

|  | Taniwhasaurus oweni       |
|  |                           |
|  | Taniwhasaurus antarcticus |
|  |                           |

|  | Tylosaurus proriger |
|  |                     |
|  | Tylosaurus bernardi |
|  |                     |

|  | Tylosaurus pembinensis       |
|  |                              |
|  | Tylosaurus saskatchewanensis |
|  |                              |

|  | Tylosaurus proriger |
|  |                     |
|  | Tylosaurus bernardi |
|  |                     |

|  | Tylosaurus pembinensis       |
|  |                              |
|  | Tylosaurus saskatchewanensis |
|  |                              |

|  | Tylosaurus proriger |
|  |                     |
|  | Tylosaurus bernardi |
|  |                     |

|  | Tylosaurus pembinensis       |
|  |                              |
|  | Tylosaurus saskatchewanensis |
|  |                              |

|  | Tylosaurus proriger |
|  |                     |
|  | Tylosaurus bernardi |
|  |                     |

|  | Tylosaurus pembinensis       |
|  |                              |
|  | Tylosaurus saskatchewanensis |
|  |                              |

|  | Plioplatecarpinae |
|  |                   |

|  | Halisaurinae (en) |
|  |                   |
|  | Mosasaurinae      |
|  |                   |

|  | Tethysaurinae (en)   |
|  |                      |
|  | Yaguarasaurinae (en) |
|  |                      |

|  | Taniwhasaurus oweni       |
|  |                           |
|  | Taniwhasaurus antarcticus |
|  |                           |

|  | Tylosaurus proriger |
|  |                     |
|  | Tylosaurus bernardi |
|  |                     |

|  | Tylosaurus pembinensis       |
|  |                              |
|  | Tylosaurus saskatchewanensis |
|  |                              |

|  | Tylosaurus proriger |
|  |                     |
|  | Tylosaurus bernardi |
|  |                     |

|  | Tylosaurus pembinensis       |
|  |                              |
|  | Tylosaurus saskatchewanensis |
|  |                              |

|  | Tylosaurus proriger |
|  |                     |
|  | Tylosaurus bernardi |
|  |                     |

|  | Tylosaurus pembinensis       |
|  |                              |
|  | Tylosaurus saskatchewanensis |
|  |                              |

|  | Tylosaurus proriger |
|  |                     |
|  | Tylosaurus bernardi |
|  |                     |

|  | Tylosaurus pembinensis       |
|  |                              |
|  | Tylosaurus saskatchewanensis |
|  |                              |

|  | Taniwhasaurus oweni       |
|  |                           |
|  | Taniwhasaurus antarcticus |
|  |                           |

|  | Tylosaurus proriger |
|  |                     |
|  | Tylosaurus bernardi |
|  |                     |

|  | Tylosaurus pembinensis       |
|  |                              |
|  | Tylosaurus saskatchewanensis |
|  |                              |

|  | Tylosaurus proriger |
|  |                     |
|  | Tylosaurus bernardi |
|  |                     |

|  | Tylosaurus pembinensis       |
|  |                              |
|  | Tylosaurus saskatchewanensis |
|  |                              |

|  | Tylosaurus proriger |
|  |                     |
|  | Tylosaurus bernardi |
|  |                     |

|  | Tylosaurus pembinensis       |
|  |                              |
|  | Tylosaurus saskatchewanensis |
|  |                              |

|  | Tylosaurus proriger |
|  |                     |
|  | Tylosaurus bernardi |
|  |                     |

|  | Tylosaurus pembinensis       |
|  |                              |
|  | Tylosaurus saskatchewanensis |
|  |                              |

|  | Plioplatecarpinae |
|  |                   |

|  | Taniwhasaurus oweni       |
|  |                           |
|  | Taniwhasaurus antarcticus |
|  |                           |

|  | Tylosaurus proriger |
|  |                     |
|  | Tylosaurus bernardi |
|  |                     |

|  | Tylosaurus pembinensis       |
|  |                              |
|  | Tylosaurus saskatchewanensis |
|  |                              |

|  | Tylosaurus proriger |
|  |                     |
|  | Tylosaurus bernardi |
|  |                     |

|  | Tylosaurus pembinensis       |
|  |                              |
|  | Tylosaurus saskatchewanensis |
|  |                              |

|  | Tylosaurus proriger |
|  |                     |
|  | Tylosaurus bernardi |
|  |                     |

|  | Tylosaurus pembinensis       |
|  |                              |
|  | Tylosaurus saskatchewanensis |
|  |                              |

|  | Tylosaurus proriger |
|  |                     |
|  | Tylosaurus bernardi |
|  |                     |

|  | Tylosaurus pembinensis       |
|  |                              |
|  | Tylosaurus saskatchewanensis |
|  |                              |

|  | Taniwhasaurus oweni       |
|  |                           |
|  | Taniwhasaurus antarcticus |
|  |                           |

|  | Tylosaurus proriger |
|  |                     |
|  | Tylosaurus bernardi |
|  |                     |

|  | Tylosaurus pembinensis       |
|  |                              |
|  | Tylosaurus saskatchewanensis |
|  |                              |

|  | Tylosaurus proriger |
|  |                     |
|  | Tylosaurus bernardi |
|  |                     |

|  | Tylosaurus pembinensis       |
|  |                              |
|  | Tylosaurus saskatchewanensis |
|  |                              |

|  | Tylosaurus proriger |
|  |                     |
|  | Tylosaurus bernardi |
|  |                     |

|  | Tylosaurus pembinensis       |
|  |                              |
|  | Tylosaurus saskatchewanensis |
|  |                              |

|  | Tylosaurus proriger |
|  |                     |
|  | Tylosaurus bernardi |
|  |                     |

|  | Tylosaurus pembinensis       |
|  |                              |
|  | Tylosaurus saskatchewanensis |
|  |                              |

|  | Plioplatecarpinae |
|  |                   |

|  | Tethysaurinae (en)   |
|  |                      |
|  | Yaguarasaurinae (en) |
|  |                      |

|  | Taniwhasaurus oweni       |
|  |                           |
|  | Taniwhasaurus antarcticus |
|  |                           |

|  | Tylosaurus proriger |
|  |                     |
|  | Tylosaurus bernardi |
|  |                     |

|  | Tylosaurus pembinensis       |
|  |                              |
|  | Tylosaurus saskatchewanensis |
|  |                              |

|  | Tylosaurus proriger |
|  |                     |
|  | Tylosaurus bernardi |
|  |                     |

|  | Tylosaurus pembinensis       |
|  |                              |
|  | Tylosaurus saskatchewanensis |
|  |                              |

|  | Tylosaurus proriger |
|  |                     |
|  | Tylosaurus bernardi |
|  |                     |

|  | Tylosaurus pembinensis       |
|  |                              |
|  | Tylosaurus saskatchewanensis |
|  |                              |

|  | Tylosaurus proriger |
|  |                     |
|  | Tylosaurus bernardi |
|  |                     |

|  | Tylosaurus pembinensis       |
|  |                              |
|  | Tylosaurus saskatchewanensis |
|  |                              |

|  | Taniwhasaurus oweni       |
|  |                           |
|  | Taniwhasaurus antarcticus |
|  |                           |

|  | Tylosaurus proriger |
|  |                     |
|  | Tylosaurus bernardi |
|  |                     |

|  | Tylosaurus pembinensis       |
|  |                              |
|  | Tylosaurus saskatchewanensis |
|  |                              |

|  | Tylosaurus proriger |
|  |                     |
|  | Tylosaurus bernardi |
|  |                     |

|  | Tylosaurus pembinensis       |
|  |                              |
|  | Tylosaurus saskatchewanensis |
|  |                              |

|  | Tylosaurus proriger |
|  |                     |
|  | Tylosaurus bernardi |
|  |                     |

|  | Tylosaurus pembinensis       |
|  |                              |
|  | Tylosaurus saskatchewanensis |
|  |                              |

|  | Tylosaurus proriger |
|  |                     |
|  | Tylosaurus bernardi |
|  |                     |

|  | Tylosaurus pembinensis       |
|  |                              |
|  | Tylosaurus saskatchewanensis |
|  |                              |

|  | Plioplatecarpinae |
|  |                   |

|  | Taniwhasaurus oweni       |
|  |                           |
|  | Taniwhasaurus antarcticus |
|  |                           |

|  | Tylosaurus proriger |
|  |                     |
|  | Tylosaurus bernardi |
|  |                     |

|  | Tylosaurus pembinensis       |
|  |                              |
|  | Tylosaurus saskatchewanensis |
|  |                              |

|  | Tylosaurus proriger |
|  |                     |
|  | Tylosaurus bernardi |
|  |                     |

|  | Tylosaurus pembinensis       |
|  |                              |
|  | Tylosaurus saskatchewanensis |
|  |                              |

|  | Tylosaurus proriger |
|  |                     |
|  | Tylosaurus bernardi |
|  |                     |

|  | Tylosaurus pembinensis       |
|  |                              |
|  | Tylosaurus saskatchewanensis |
|  |                              |

|  | Tylosaurus proriger |
|  |                     |
|  | Tylosaurus bernardi |
|  |                     |

|  | Tylosaurus pembinensis       |
|  |                              |
|  | Tylosaurus saskatchewanensis |
|  |                              |

|  | Taniwhasaurus oweni       |
|  |                           |
|  | Taniwhasaurus antarcticus |
|  |                           |

|  | Tylosaurus proriger |
|  |                     |
|  | Tylosaurus bernardi |
|  |                     |

|  | Tylosaurus pembinensis       |
|  |                              |
|  | Tylosaurus saskatchewanensis |
|  |                              |

|  | Tylosaurus proriger |
|  |                     |
|  | Tylosaurus bernardi |
|  |                     |

|  | Tylosaurus pembinensis       |
|  |                              |
|  | Tylosaurus saskatchewanensis |
|  |                              |

|  | Tylosaurus proriger |
|  |                     |
|  | Tylosaurus bernardi |
|  |                     |

|  | Tylosaurus pembinensis       |
|  |                              |
|  | Tylosaurus saskatchewanensis |
|  |                              |

|  | Tylosaurus proriger |
|  |                     |
|  | Tylosaurus bernardi |
|  |                     |

|  | Tylosaurus pembinensis       |
|  |                              |
|  | Tylosaurus saskatchewanensis |
|  |                              |

|  | Plioplatecarpinae |
|  |                   |

|  | Halisaurinae (en) |
|  |                   |
|  | Mosasaurinae      |
|  |                   |

|  | Tethysaurinae (en)   |
|  |                      |
|  | Yaguarasaurinae (en) |
|  |                      |

|  | Taniwhasaurus oweni       |
|  |                           |
|  | Taniwhasaurus antarcticus |
|  |                           |

|  | Tylosaurus proriger |
|  |                     |
|  | Tylosaurus bernardi |
|  |                     |

|  | Tylosaurus pembinensis       |
|  |                              |
|  | Tylosaurus saskatchewanensis |
|  |                              |

|  | Tylosaurus proriger |
|  |                     |
|  | Tylosaurus bernardi |
|  |                     |

|  | Tylosaurus pembinensis       |
|  |                              |
|  | Tylosaurus saskatchewanensis |
|  |                              |

|  | Tylosaurus proriger |
|  |                     |
|  | Tylosaurus bernardi |
|  |                     |

|  | Tylosaurus pembinensis       |
|  |                              |
|  | Tylosaurus saskatchewanensis |
|  |                              |

|  | Tylosaurus proriger |
|  |                     |
|  | Tylosaurus bernardi |
|  |                     |

|  | Tylosaurus pembinensis       |
|  |                              |
|  | Tylosaurus saskatchewanensis |
|  |                              |

|  | Taniwhasaurus oweni       |
|  |                           |
|  | Taniwhasaurus antarcticus |
|  |                           |

|  | Tylosaurus proriger |
|  |                     |
|  | Tylosaurus bernardi |
|  |                     |

|  | Tylosaurus pembinensis       |
|  |                              |
|  | Tylosaurus saskatchewanensis |
|  |                              |

|  | Tylosaurus proriger |
|  |                     |
|  | Tylosaurus bernardi |
|  |                     |

|  | Tylosaurus pembinensis       |
|  |                              |
|  | Tylosaurus saskatchewanensis |
|  |                              |

|  | Tylosaurus proriger |
|  |                     |
|  | Tylosaurus bernardi |
|  |                     |

|  | Tylosaurus pembinensis       |
|  |                              |
|  | Tylosaurus saskatchewanensis |
|  |                              |

|  | Tylosaurus proriger |
|  |                     |
|  | Tylosaurus bernardi |
|  |                     |

|  | Tylosaurus pembinensis       |
|  |                              |
|  | Tylosaurus saskatchewanensis |
|  |                              |

|  | Plioplatecarpinae |
|  |                   |

|  | Taniwhasaurus oweni       |
|  |                           |
|  | Taniwhasaurus antarcticus |
|  |                           |

|  | Tylosaurus proriger |
|  |                     |
|  | Tylosaurus bernardi |
|  |                     |

|  | Tylosaurus pembinensis       |
|  |                              |
|  | Tylosaurus saskatchewanensis |
|  |                              |

|  | Tylosaurus proriger |
|  |                     |
|  | Tylosaurus bernardi |
|  |                     |

|  | Tylosaurus pembinensis       |
|  |                              |
|  | Tylosaurus saskatchewanensis |
|  |                              |

|  | Tylosaurus proriger |
|  |                     |
|  | Tylosaurus bernardi |
|  |                     |

|  | Tylosaurus pembinensis       |
|  |                              |
|  | Tylosaurus saskatchewanensis |
|  |                              |

|  | Tylosaurus proriger |
|  |                     |
|  | Tylosaurus bernardi |
|  |                     |

|  | Tylosaurus pembinensis       |
|  |                              |
|  | Tylosaurus saskatchewanensis |
|  |                              |

|  | Taniwhasaurus oweni       |
|  |                           |
|  | Taniwhasaurus antarcticus |
|  |                           |

|  | Tylosaurus proriger |
|  |                     |
|  | Tylosaurus bernardi |
|  |                     |

|  | Tylosaurus pembinensis       |
|  |                              |
|  | Tylosaurus saskatchewanensis |
|  |                              |

|  | Tylosaurus proriger |
|  |                     |
|  | Tylosaurus bernardi |
|  |                     |

|  | Tylosaurus pembinensis       |
|  |                              |
|  | Tylosaurus saskatchewanensis |
|  |                              |

|  | Tylosaurus proriger |
|  |                     |
|  | Tylosaurus bernardi |
|  |                     |

|  | Tylosaurus pembinensis       |
|  |                              |
|  | Tylosaurus saskatchewanensis |
|  |                              |

|  | Tylosaurus proriger |
|  |                     |
|  | Tylosaurus bernardi |
|  |                     |

|  | Tylosaurus pembinensis       |
|  |                              |
|  | Tylosaurus saskatchewanensis |
|  |                              |

|  | Plioplatecarpinae |
|  |                   |

|  | Tethysaurinae (en)   |
|  |                      |
|  | Yaguarasaurinae (en) |
|  |                      |

|  | Taniwhasaurus oweni       |
|  |                           |
|  | Taniwhasaurus antarcticus |
|  |                           |

|  | Tylosaurus proriger |
|  |                     |
|  | Tylosaurus bernardi |
|  |                     |

|  | Tylosaurus pembinensis       |
|  |                              |
|  | Tylosaurus saskatchewanensis |
|  |                              |

|  | Tylosaurus proriger |
|  |                     |
|  | Tylosaurus bernardi |
|  |                     |

|  | Tylosaurus pembinensis       |
|  |                              |
|  | Tylosaurus saskatchewanensis |
|  |                              |

|  | Tylosaurus proriger |
|  |                     |
|  | Tylosaurus bernardi |
|  |                     |

|  | Tylosaurus pembinensis       |
|  |                              |
|  | Tylosaurus saskatchewanensis |
|  |                              |

|  | Tylosaurus proriger |
|  |                     |
|  | Tylosaurus bernardi |
|  |                     |

|  | Tylosaurus pembinensis       |
|  |                              |
|  | Tylosaurus saskatchewanensis |
|  |                              |

|  | Taniwhasaurus oweni       |
|  |                           |
|  | Taniwhasaurus antarcticus |
|  |                           |

|  | Tylosaurus proriger |
|  |                     |
|  | Tylosaurus bernardi |
|  |                     |

|  | Tylosaurus pembinensis       |
|  |                              |
|  | Tylosaurus saskatchewanensis |
|  |                              |

|  | Tylosaurus proriger |
|  |                     |
|  | Tylosaurus bernardi |
|  |                     |

|  | Tylosaurus pembinensis       |
|  |                              |
|  | Tylosaurus saskatchewanensis |
|  |                              |

|  | Tylosaurus proriger |
|  |                     |
|  | Tylosaurus bernardi |
|  |                     |

|  | Tylosaurus pembinensis       |
|  |                              |
|  | Tylosaurus saskatchewanensis |
|  |                              |

|  | Tylosaurus proriger |
|  |                     |
|  | Tylosaurus bernardi |
|  |                     |

|  | Tylosaurus pembinensis       |
|  |                              |
|  | Tylosaurus saskatchewanensis |
|  |                              |

|  | Plioplatecarpinae |
|  |                   |

|  | Taniwhasaurus oweni       |
|  |                           |
|  | Taniwhasaurus antarcticus |
|  |                           |

|  | Tylosaurus proriger |
|  |                     |
|  | Tylosaurus bernardi |
|  |                     |

|  | Tylosaurus pembinensis       |
|  |                              |
|  | Tylosaurus saskatchewanensis |
|  |                              |

|  | Tylosaurus proriger |
|  |                     |
|  | Tylosaurus bernardi |
|  |                     |

|  | Tylosaurus pembinensis       |
|  |                              |
|  | Tylosaurus saskatchewanensis |
|  |                              |

|  | Tylosaurus proriger |
|  |                     |
|  | Tylosaurus bernardi |
|  |                     |

|  | Tylosaurus pembinensis       |
|  |                              |
|  | Tylosaurus saskatchewanensis |
|  |                              |

|  | Tylosaurus proriger |
|  |                     |
|  | Tylosaurus bernardi |
|  |                     |

|  | Tylosaurus pembinensis       |
|  |                              |
|  | Tylosaurus saskatchewanensis |
|  |                              |

|  | Taniwhasaurus oweni       |
|  |                           |
|  | Taniwhasaurus antarcticus |
|  |                           |

|  | Tylosaurus proriger |
|  |                     |
|  | Tylosaurus bernardi |
|  |                     |

|  | Tylosaurus pembinensis       |
|  |                              |
|  | Tylosaurus saskatchewanensis |
|  |                              |

|  | Tylosaurus proriger |
|  |                     |
|  | Tylosaurus bernardi |
|  |                     |

|  | Tylosaurus pembinensis       |
|  |                              |
|  | Tylosaurus saskatchewanensis |
|  |                              |

|  | Tylosaurus proriger |
|  |                     |
|  | Tylosaurus bernardi |
|  |                     |

|  | Tylosaurus pembinensis       |
|  |                              |
|  | Tylosaurus saskatchewanensis |
|  |                              |

|  | Tylosaurus proriger |
|  |                     |
|  | Tylosaurus bernardi |
|  |                     |

|  | Tylosaurus pembinensis       |
|  |                              |
|  | Tylosaurus saskatchewanensis |
|  |                              |

|  | Plioplatecarpinae |
|  |                   |

|  | Halisaurinae (en) |
|  |                   |
|  | Mosasaurinae      |
|  |                   |

|  | Tethysaurinae (en)   |
|  |                      |
|  | Yaguarasaurinae (en) |
|  |                      |

|  | Taniwhasaurus oweni       |
|  |                           |
|  | Taniwhasaurus antarcticus |
|  |                           |

|  | Tylosaurus proriger |
|  |                     |
|  | Tylosaurus bernardi |
|  |                     |

|  | Tylosaurus pembinensis       |
|  |                              |
|  | Tylosaurus saskatchewanensis |
|  |                              |

|  | Tylosaurus proriger |
|  |                     |
|  | Tylosaurus bernardi |
|  |                     |

|  | Tylosaurus pembinensis       |
|  |                              |
|  | Tylosaurus saskatchewanensis |
|  |                              |

|  | Tylosaurus proriger |
|  |                     |
|  | Tylosaurus bernardi |
|  |                     |

|  | Tylosaurus pembinensis       |
|  |                              |
|  | Tylosaurus saskatchewanensis |
|  |                              |

|  | Tylosaurus proriger |
|  |                     |
|  | Tylosaurus bernardi |
|  |                     |

|  | Tylosaurus pembinensis       |
|  |                              |
|  | Tylosaurus saskatchewanensis |
|  |                              |

|  | Taniwhasaurus oweni       |
|  |                           |
|  | Taniwhasaurus antarcticus |
|  |                           |

|  | Tylosaurus proriger |
|  |                     |
|  | Tylosaurus bernardi |
|  |                     |

|  | Tylosaurus pembinensis       |
|  |                              |
|  | Tylosaurus saskatchewanensis |
|  |                              |

|  | Tylosaurus proriger |
|  |                     |
|  | Tylosaurus bernardi |
|  |                     |

|  | Tylosaurus pembinensis       |
|  |                              |
|  | Tylosaurus saskatchewanensis |
|  |                              |

|  | Tylosaurus proriger |
|  |                     |
|  | Tylosaurus bernardi |
|  |                     |

|  | Tylosaurus pembinensis       |
|  |                              |
|  | Tylosaurus saskatchewanensis |
|  |                              |

|  | Tylosaurus proriger |
|  |                     |
|  | Tylosaurus bernardi |
|  |                     |

|  | Tylosaurus pembinensis       |
|  |                              |
|  | Tylosaurus saskatchewanensis |
|  |                              |

|  | Plioplatecarpinae |
|  |                   |

|  | Taniwhasaurus oweni       |
|  |                           |
|  | Taniwhasaurus antarcticus |
|  |                           |

|  | Tylosaurus proriger |
|  |                     |
|  | Tylosaurus bernardi |
|  |                     |

|  | Tylosaurus pembinensis       |
|  |                              |
|  | Tylosaurus saskatchewanensis |
|  |                              |

|  | Tylosaurus proriger |
|  |                     |
|  | Tylosaurus bernardi |
|  |                     |

|  | Tylosaurus pembinensis       |
|  |                              |
|  | Tylosaurus saskatchewanensis |
|  |                              |

|  | Tylosaurus proriger |
|  |                     |
|  | Tylosaurus bernardi |
|  |                     |

|  | Tylosaurus pembinensis       |
|  |                              |
|  | Tylosaurus saskatchewanensis |
|  |                              |

|  | Tylosaurus proriger |
|  |                     |
|  | Tylosaurus bernardi |
|  |                     |

|  | Tylosaurus pembinensis       |
|  |                              |
|  | Tylosaurus saskatchewanensis |
|  |                              |

|  | Taniwhasaurus oweni       |
|  |                           |
|  | Taniwhasaurus antarcticus |
|  |                           |

|  | Tylosaurus proriger |
|  |                     |
|  | Tylosaurus bernardi |
|  |                     |

|  | Tylosaurus pembinensis       |
|  |                              |
|  | Tylosaurus saskatchewanensis |
|  |                              |

|  | Tylosaurus proriger |
|  |                     |
|  | Tylosaurus bernardi |
|  |                     |

|  | Tylosaurus pembinensis       |
|  |                              |
|  | Tylosaurus saskatchewanensis |
|  |                              |

|  | Tylosaurus proriger |
|  |                     |
|  | Tylosaurus bernardi |
|  |                     |

|  | Tylosaurus pembinensis       |
|  |                              |
|  | Tylosaurus saskatchewanensis |
|  |                              |

|  | Tylosaurus proriger |
|  |                     |
|  | Tylosaurus bernardi |
|  |                     |

|  | Tylosaurus pembinensis       |
|  |                              |
|  | Tylosaurus saskatchewanensis |
|  |                              |

|  | Plioplatecarpinae |
|  |                   |

|  | Tethysaurinae (en)   |
|  |                      |
|  | Yaguarasaurinae (en) |
|  |                      |

|  | Taniwhasaurus oweni       |
|  |                           |
|  | Taniwhasaurus antarcticus |
|  |                           |

|  | Tylosaurus proriger |
|  |                     |
|  | Tylosaurus bernardi |
|  |                     |

|  | Tylosaurus pembinensis       |
|  |                              |
|  | Tylosaurus saskatchewanensis |
|  |                              |

|  | Tylosaurus proriger |
|  |                     |
|  | Tylosaurus bernardi |
|  |                     |

|  | Tylosaurus pembinensis       |
|  |                              |
|  | Tylosaurus saskatchewanensis |
|  |                              |

|  | Tylosaurus proriger |
|  |                     |
|  | Tylosaurus bernardi |
|  |                     |

|  | Tylosaurus pembinensis       |
|  |                              |
|  | Tylosaurus saskatchewanensis |
|  |                              |

|  | Tylosaurus proriger |
|  |                     |
|  | Tylosaurus bernardi |
|  |                     |

|  | Tylosaurus pembinensis       |
|  |                              |
|  | Tylosaurus saskatchewanensis |
|  |                              |

|  | Taniwhasaurus oweni       |
|  |                           |
|  | Taniwhasaurus antarcticus |
|  |                           |

|  | Tylosaurus proriger |
|  |                     |
|  | Tylosaurus bernardi |
|  |                     |

|  | Tylosaurus pembinensis       |
|  |                              |
|  | Tylosaurus saskatchewanensis |
|  |                              |

|  | Tylosaurus proriger |
|  |                     |
|  | Tylosaurus bernardi |
|  |                     |

|  | Tylosaurus pembinensis       |
|  |                              |
|  | Tylosaurus saskatchewanensis |
|  |                              |

|  | Tylosaurus proriger |
|  |                     |
|  | Tylosaurus bernardi |
|  |                     |

|  | Tylosaurus pembinensis       |
|  |                              |
|  | Tylosaurus saskatchewanensis |
|  |                              |

|  | Tylosaurus proriger |
|  |                     |
|  | Tylosaurus bernardi |
|  |                     |

|  | Tylosaurus pembinensis       |
|  |                              |
|  | Tylosaurus saskatchewanensis |
|  |                              |

|  | Plioplatecarpinae |
|  |                   |

|  | Taniwhasaurus oweni       |
|  |                           |
|  | Taniwhasaurus antarcticus |
|  |                           |

|  | Tylosaurus proriger |
|  |                     |
|  | Tylosaurus bernardi |
|  |                     |

|  | Tylosaurus pembinensis       |
|  |                              |
|  | Tylosaurus saskatchewanensis |
|  |                              |

|  | Tylosaurus proriger |
|  |                     |
|  | Tylosaurus bernardi |
|  |                     |

|  | Tylosaurus pembinensis       |
|  |                              |
|  | Tylosaurus saskatchewanensis |
|  |                              |

|  | Tylosaurus proriger |
|  |                     |
|  | Tylosaurus bernardi |
|  |                     |

|  | Tylosaurus pembinensis       |
|  |                              |
|  | Tylosaurus saskatchewanensis |
|  |                              |

|  | Tylosaurus proriger |
|  |                     |
|  | Tylosaurus bernardi |
|  |                     |

|  | Tylosaurus pembinensis       |
|  |                              |
|  | Tylosaurus saskatchewanensis |
|  |                              |

|  | Taniwhasaurus oweni       |
|  |                           |
|  | Taniwhasaurus antarcticus |
|  |                           |

|  | Tylosaurus proriger |
|  |                     |
|  | Tylosaurus bernardi |
|  |                     |

|  | Tylosaurus pembinensis       |
|  |                              |
|  | Tylosaurus saskatchewanensis |
|  |                              |

|  | Tylosaurus proriger |
|  |                     |
|  | Tylosaurus bernardi |
|  |                     |

|  | Tylosaurus pembinensis       |
|  |                              |
|  | Tylosaurus saskatchewanensis |
|  |                              |

|  | Tylosaurus proriger |
|  |                     |
|  | Tylosaurus bernardi |
|  |                     |

|  | Tylosaurus pembinensis       |
|  |                              |
|  | Tylosaurus saskatchewanensis |
|  |                              |

|  | Tylosaurus proriger |
|  |                     |
|  | Tylosaurus bernardi |
|  |                     |

|  | Tylosaurus pembinensis       |
|  |                              |
|  | Tylosaurus saskatchewanensis |
|  |                              |

|  | Plioplatecarpinae |
|  |                   |

|  | Halisaurinae (en) |
|  |                   |
|  | Mosasaurinae      |
|  |                   |

|  | Tethysaurinae (en)   |
|  |                      |
|  | Yaguarasaurinae (en) |
|  |                      |

|  | Taniwhasaurus oweni       |
|  |                           |
|  | Taniwhasaurus antarcticus |
|  |                           |

|  | Tylosaurus proriger |
|  |                     |
|  | Tylosaurus bernardi |
|  |                     |

|  | Tylosaurus pembinensis       |
|  |                              |
|  | Tylosaurus saskatchewanensis |
|  |                              |

|  | Tylosaurus proriger |
|  |                     |
|  | Tylosaurus bernardi |
|  |                     |

|  | Tylosaurus pembinensis       |
|  |                              |
|  | Tylosaurus saskatchewanensis |
|  |                              |

|  | Tylosaurus proriger |
|  |                     |
|  | Tylosaurus bernardi |
|  |                     |

|  | Tylosaurus pembinensis       |
|  |                              |
|  | Tylosaurus saskatchewanensis |
|  |                              |

|  | Tylosaurus proriger |
|  |                     |
|  | Tylosaurus bernardi |
|  |                     |

|  | Tylosaurus pembinensis       |
|  |                              |
|  | Tylosaurus saskatchewanensis |
|  |                              |

|  | Taniwhasaurus oweni       |
|  |                           |
|  | Taniwhasaurus antarcticus |
|  |                           |

|  | Tylosaurus proriger |
|  |                     |
|  | Tylosaurus bernardi |
|  |                     |

|  | Tylosaurus pembinensis       |
|  |                              |
|  | Tylosaurus saskatchewanensis |
|  |                              |

|  | Tylosaurus proriger |
|  |                     |
|  | Tylosaurus bernardi |
|  |                     |

|  | Tylosaurus pembinensis       |
|  |                              |
|  | Tylosaurus saskatchewanensis |
|  |                              |

|  | Tylosaurus proriger |
|  |                     |
|  | Tylosaurus bernardi |
|  |                     |

|  | Tylosaurus pembinensis       |
|  |                              |
|  | Tylosaurus saskatchewanensis |
|  |                              |

|  | Tylosaurus proriger |
|  |                     |
|  | Tylosaurus bernardi |
|  |                     |

|  | Tylosaurus pembinensis       |
|  |                              |
|  | Tylosaurus saskatchewanensis |
|  |                              |

|  | Plioplatecarpinae |
|  |                   |

|  | Taniwhasaurus oweni       |
|  |                           |
|  | Taniwhasaurus antarcticus |
|  |                           |

|  | Tylosaurus proriger |
|  |                     |
|  | Tylosaurus bernardi |
|  |                     |

|  | Tylosaurus pembinensis       |
|  |                              |
|  | Tylosaurus saskatchewanensis |
|  |                              |

|  | Tylosaurus proriger |
|  |                     |
|  | Tylosaurus bernardi |
|  |                     |

|  | Tylosaurus pembinensis       |
|  |                              |
|  | Tylosaurus saskatchewanensis |
|  |                              |

|  | Tylosaurus proriger |
|  |                     |
|  | Tylosaurus bernardi |
|  |                     |

|  | Tylosaurus pembinensis       |
|  |                              |
|  | Tylosaurus saskatchewanensis |
|  |                              |

|  | Tylosaurus proriger |
|  |                     |
|  | Tylosaurus bernardi |
|  |                     |

|  | Tylosaurus pembinensis       |
|  |                              |
|  | Tylosaurus saskatchewanensis |
|  |                              |

|  | Taniwhasaurus oweni       |
|  |                           |
|  | Taniwhasaurus antarcticus |
|  |                           |

|  | Tylosaurus proriger |
|  |                     |
|  | Tylosaurus bernardi |
|  |                     |

|  | Tylosaurus pembinensis       |
|  |                              |
|  | Tylosaurus saskatchewanensis |
|  |                              |

|  | Tylosaurus proriger |
|  |                     |
|  | Tylosaurus bernardi |
|  |                     |

|  | Tylosaurus pembinensis       |
|  |                              |
|  | Tylosaurus saskatchewanensis |
|  |                              |

|  | Tylosaurus proriger |
|  |                     |
|  | Tylosaurus bernardi |
|  |                     |

|  | Tylosaurus pembinensis       |
|  |                              |
|  | Tylosaurus saskatchewanensis |
|  |                              |

|  | Tylosaurus proriger |
|  |                     |
|  | Tylosaurus bernardi |
|  |                     |

|  | Tylosaurus pembinensis       |
|  |                              |
|  | Tylosaurus saskatchewanensis |
|  |                              |

|  | Plioplatecarpinae |
|  |                   |

|  | Tethysaurinae (en)   |
|  |                      |
|  | Yaguarasaurinae (en) |
|  |                      |

|  | Taniwhasaurus oweni       |
|  |                           |
|  | Taniwhasaurus antarcticus |
|  |                           |

|  | Tylosaurus proriger |
|  |                     |
|  | Tylosaurus bernardi |
|  |                     |

|  | Tylosaurus pembinensis       |
|  |                              |
|  | Tylosaurus saskatchewanensis |
|  |                              |

|  | Tylosaurus proriger |
|  |                     |
|  | Tylosaurus bernardi |
|  |                     |

|  | Tylosaurus pembinensis       |
|  |                              |
|  | Tylosaurus saskatchewanensis |
|  |                              |

|  | Tylosaurus proriger |
|  |                     |
|  | Tylosaurus bernardi |
|  |                     |

|  | Tylosaurus pembinensis       |
|  |                              |
|  | Tylosaurus saskatchewanensis |
|  |                              |

|  | Tylosaurus proriger |
|  |                     |
|  | Tylosaurus bernardi |
|  |                     |

|  | Tylosaurus pembinensis       |
|  |                              |
|  | Tylosaurus saskatchewanensis |
|  |                              |

|  | Taniwhasaurus oweni       |
|  |                           |
|  | Taniwhasaurus antarcticus |
|  |                           |

|  | Tylosaurus proriger |
|  |                     |
|  | Tylosaurus bernardi |
|  |                     |

|  | Tylosaurus pembinensis       |
|  |                              |
|  | Tylosaurus saskatchewanensis |
|  |                              |

|  | Tylosaurus proriger |
|  |                     |
|  | Tylosaurus bernardi |
|  |                     |

|  | Tylosaurus pembinensis       |
|  |                              |
|  | Tylosaurus saskatchewanensis |
|  |                              |

|  | Tylosaurus proriger |
|  |                     |
|  | Tylosaurus bernardi |
|  |                     |

|  | Tylosaurus pembinensis       |
|  |                              |
|  | Tylosaurus saskatchewanensis |
|  |                              |

|  | Tylosaurus proriger |
|  |                     |
|  | Tylosaurus bernardi |
|  |                     |

|  | Tylosaurus pembinensis       |
|  |                              |
|  | Tylosaurus saskatchewanensis |
|  |                              |

|  | Plioplatecarpinae |
|  |                   |

|  | Taniwhasaurus oweni       |
|  |                           |
|  | Taniwhasaurus antarcticus |
|  |                           |

|  | Tylosaurus proriger |
|  |                     |
|  | Tylosaurus bernardi |
|  |                     |

|  | Tylosaurus pembinensis       |
|  |                              |
|  | Tylosaurus saskatchewanensis |
|  |                              |

|  | Tylosaurus proriger |
|  |                     |
|  | Tylosaurus bernardi |
|  |                     |

|  | Tylosaurus pembinensis       |
|  |                              |
|  | Tylosaurus saskatchewanensis |
|  |                              |

|  | Tylosaurus proriger |
|  |                     |
|  | Tylosaurus bernardi |
|  |                     |

|  | Tylosaurus pembinensis       |
|  |                              |
|  | Tylosaurus saskatchewanensis |
|  |                              |

|  | Tylosaurus proriger |
|  |                     |
|  | Tylosaurus bernardi |
|  |                     |

|  | Tylosaurus pembinensis       |
|  |                              |
|  | Tylosaurus saskatchewanensis |
|  |                              |

|  | Taniwhasaurus oweni       |
|  |                           |
|  | Taniwhasaurus antarcticus |
|  |                           |

|  | Tylosaurus proriger |
|  |                     |
|  | Tylosaurus bernardi |
|  |                     |

|  | Tylosaurus pembinensis       |
|  |                              |
|  | Tylosaurus saskatchewanensis |
|  |                              |

|  | Tylosaurus proriger |
|  |                     |
|  | Tylosaurus bernardi |
|  |                     |

|  | Tylosaurus pembinensis       |
|  |                              |
|  | Tylosaurus saskatchewanensis |
|  |                              |

|  | Tylosaurus proriger |
|  |                     |
|  | Tylosaurus bernardi |
|  |                     |

|  | Tylosaurus pembinensis       |
|  |                              |
|  | Tylosaurus saskatchewanensis |
|  |                              |

|  | Tylosaurus proriger |
|  |                     |
|  | Tylosaurus bernardi |
|  |                     |

|  | Tylosaurus pembinensis       |
|  |                              |
|  | Tylosaurus saskatchewanensis |
|  |                              |

|  | Plioplatecarpinae |
|  |                   |

|  | Halisaurinae (en) |
|  |                   |
|  | Mosasaurinae      |
|  |                   |

|  | Tethysaurinae (en)   |
|  |                      |
|  | Yaguarasaurinae (en) |
|  |                      |

|  | Taniwhasaurus oweni       |
|  |                           |
|  | Taniwhasaurus antarcticus |
|  |                           |

|  | Tylosaurus proriger |
|  |                     |
|  | Tylosaurus bernardi |
|  |                     |

|  | Tylosaurus pembinensis       |
|  |                              |
|  | Tylosaurus saskatchewanensis |
|  |                              |

|  | Tylosaurus proriger |
|  |                     |
|  | Tylosaurus bernardi |
|  |                     |

|  | Tylosaurus pembinensis       |
|  |                              |
|  | Tylosaurus saskatchewanensis |
|  |                              |

|  | Tylosaurus proriger |
|  |                     |
|  | Tylosaurus bernardi |
|  |                     |

|  | Tylosaurus pembinensis       |
|  |                              |
|  | Tylosaurus saskatchewanensis |
|  |                              |

|  | Tylosaurus proriger |
|  |                     |
|  | Tylosaurus bernardi |
|  |                     |

|  | Tylosaurus pembinensis       |
|  |                              |
|  | Tylosaurus saskatchewanensis |
|  |                              |

|  | Taniwhasaurus oweni       |
|  |                           |
|  | Taniwhasaurus antarcticus |
|  |                           |

|  | Tylosaurus proriger |
|  |                     |
|  | Tylosaurus bernardi |
|  |                     |

|  | Tylosaurus pembinensis       |
|  |                              |
|  | Tylosaurus saskatchewanensis |
|  |                              |

|  | Tylosaurus proriger |
|  |                     |
|  | Tylosaurus bernardi |
|  |                     |

|  | Tylosaurus pembinensis       |
|  |                              |
|  | Tylosaurus saskatchewanensis |
|  |                              |

|  | Tylosaurus proriger |
|  |                     |
|  | Tylosaurus bernardi |
|  |                     |

|  | Tylosaurus pembinensis       |
|  |                              |
|  | Tylosaurus saskatchewanensis |
|  |                              |

|  | Tylosaurus proriger |
|  |                     |
|  | Tylosaurus bernardi |
|  |                     |

|  | Tylosaurus pembinensis       |
|  |                              |
|  | Tylosaurus saskatchewanensis |
|  |                              |

|  | Plioplatecarpinae |
|  |                   |

|  | Taniwhasaurus oweni       |
|  |                           |
|  | Taniwhasaurus antarcticus |
|  |                           |

|  | Tylosaurus proriger |
|  |                     |
|  | Tylosaurus bernardi |
|  |                     |

|  | Tylosaurus pembinensis       |
|  |                              |
|  | Tylosaurus saskatchewanensis |
|  |                              |

|  | Tylosaurus proriger |
|  |                     |
|  | Tylosaurus bernardi |
|  |                     |

|  | Tylosaurus pembinensis       |
|  |                              |
|  | Tylosaurus saskatchewanensis |
|  |                              |

|  | Tylosaurus proriger |
|  |                     |
|  | Tylosaurus bernardi |
|  |                     |

|  | Tylosaurus pembinensis       |
|  |                              |
|  | Tylosaurus saskatchewanensis |
|  |                              |

|  | Tylosaurus proriger |
|  |                     |
|  | Tylosaurus bernardi |
|  |                     |

|  | Tylosaurus pembinensis       |
|  |                              |
|  | Tylosaurus saskatchewanensis |
|  |                              |

|  | Taniwhasaurus oweni       |
|  |                           |
|  | Taniwhasaurus antarcticus |
|  |                           |

|  | Tylosaurus proriger |
|  |                     |
|  | Tylosaurus bernardi |
|  |                     |

|  | Tylosaurus pembinensis       |
|  |                              |
|  | Tylosaurus saskatchewanensis |
|  |                              |

|  | Tylosaurus proriger |
|  |                     |
|  | Tylosaurus bernardi |
|  |                     |

|  | Tylosaurus pembinensis       |
|  |                              |
|  | Tylosaurus saskatchewanensis |
|  |                              |

|  | Tylosaurus proriger |
|  |                     |
|  | Tylosaurus bernardi |
|  |                     |

|  | Tylosaurus pembinensis       |
|  |                              |
|  | Tylosaurus saskatchewanensis |
|  |                              |

|  | Tylosaurus proriger |
|  |                     |
|  | Tylosaurus bernardi |
|  |                     |

|  | Tylosaurus pembinensis       |
|  |                              |
|  | Tylosaurus saskatchewanensis |
|  |                              |

|  | Plioplatecarpinae |
|  |                   |

|  | Tethysaurinae (en)   |
|  |                      |
|  | Yaguarasaurinae (en) |
|  |                      |

|  | Taniwhasaurus oweni       |
|  |                           |
|  | Taniwhasaurus antarcticus |
|  |                           |

|  | Tylosaurus proriger |
|  |                     |
|  | Tylosaurus bernardi |
|  |                     |

|  | Tylosaurus pembinensis       |
|  |                              |
|  | Tylosaurus saskatchewanensis |
|  |                              |

|  | Tylosaurus proriger |
|  |                     |
|  | Tylosaurus bernardi |
|  |                     |

|  | Tylosaurus pembinensis       |
|  |                              |
|  | Tylosaurus saskatchewanensis |
|  |                              |

|  | Tylosaurus proriger |
|  |                     |
|  | Tylosaurus bernardi |
|  |                     |

|  | Tylosaurus pembinensis       |
|  |                              |
|  | Tylosaurus saskatchewanensis |
|  |                              |

|  | Tylosaurus proriger |
|  |                     |
|  | Tylosaurus bernardi |
|  |                     |

|  | Tylosaurus pembinensis       |
|  |                              |
|  | Tylosaurus saskatchewanensis |
|  |                              |

|  | Taniwhasaurus oweni       |
|  |                           |
|  | Taniwhasaurus antarcticus |
|  |                           |

|  | Tylosaurus proriger |
|  |                     |
|  | Tylosaurus bernardi |
|  |                     |

|  | Tylosaurus pembinensis       |
|  |                              |
|  | Tylosaurus saskatchewanensis |
|  |                              |

|  | Tylosaurus proriger |
|  |                     |
|  | Tylosaurus bernardi |
|  |                     |

|  | Tylosaurus pembinensis       |
|  |                              |
|  | Tylosaurus saskatchewanensis |
|  |                              |

|  | Tylosaurus proriger |
|  |                     |
|  | Tylosaurus bernardi |
|  |                     |

|  | Tylosaurus pembinensis       |
|  |                              |
|  | Tylosaurus saskatchewanensis |
|  |                              |

|  | Tylosaurus proriger |
|  |                     |
|  | Tylosaurus bernardi |
|  |                     |

|  | Tylosaurus pembinensis       |
|  |                              |
|  | Tylosaurus saskatchewanensis |
|  |                              |

|  | Plioplatecarpinae |
|  |                   |

|  | Taniwhasaurus oweni       |
|  |                           |
|  | Taniwhasaurus antarcticus |
|  |                           |

|  | Tylosaurus proriger |
|  |                     |
|  | Tylosaurus bernardi |
|  |                     |

|  | Tylosaurus pembinensis       |
|  |                              |
|  | Tylosaurus saskatchewanensis |
|  |                              |

|  | Tylosaurus proriger |
|  |                     |
|  | Tylosaurus bernardi |
|  |                     |

|  | Tylosaurus pembinensis       |
|  |                              |
|  | Tylosaurus saskatchewanensis |
|  |                              |

|  | Tylosaurus proriger |
|  |                     |
|  | Tylosaurus bernardi |
|  |                     |

|  | Tylosaurus pembinensis       |
|  |                              |
|  | Tylosaurus saskatchewanensis |
|  |                              |

|  | Tylosaurus proriger |
|  |                     |
|  | Tylosaurus bernardi |
|  |                     |

|  | Tylosaurus pembinensis       |
|  |                              |
|  | Tylosaurus saskatchewanensis |
|  |                              |

|  | Taniwhasaurus oweni       |
|  |                           |
|  | Taniwhasaurus antarcticus |
|  |                           |

|  | Tylosaurus proriger |
|  |                     |
|  | Tylosaurus bernardi |
|  |                     |

|  | Tylosaurus pembinensis       |
|  |                              |
|  | Tylosaurus saskatchewanensis |
|  |                              |

|  | Tylosaurus proriger |
|  |                     |
|  | Tylosaurus bernardi |
|  |                     |

|  | Tylosaurus pembinensis       |
|  |                              |
|  | Tylosaurus saskatchewanensis |
|  |                              |

|  | Tylosaurus proriger |
|  |                     |
|  | Tylosaurus bernardi |
|  |                     |

|  | Tylosaurus pembinensis       |
|  |                              |
|  | Tylosaurus saskatchewanensis |
|  |                              |

|  | Tylosaurus proriger |
|  |                     |
|  | Tylosaurus bernardi |
|  |                     |

|  | Tylosaurus pembinensis       |
|  |                              |
|  | Tylosaurus saskatchewanensis |
|  |                              |

|  | Plioplatecarpinae |
|  |                   |

|  | Halisaurinae (en) |
|  |                   |
|  | Mosasaurinae      |
|  |                   |

|  | Tethysaurinae (en)   |
|  |                      |
|  | Yaguarasaurinae (en) |
|  |                      |

|  | Taniwhasaurus oweni       |
|  |                           |
|  | Taniwhasaurus antarcticus |
|  |                           |

|  | Tylosaurus proriger |
|  |                     |
|  | Tylosaurus bernardi |
|  |                     |

|  | Tylosaurus pembinensis       |
|  |                              |
|  | Tylosaurus saskatchewanensis |
|  |                              |

|  | Tylosaurus proriger |
|  |                     |
|  | Tylosaurus bernardi |
|  |                     |

|  | Tylosaurus pembinensis       |
|  |                              |
|  | Tylosaurus saskatchewanensis |
|  |                              |

|  | Tylosaurus proriger |
|  |                     |
|  | Tylosaurus bernardi |
|  |                     |

|  | Tylosaurus pembinensis       |
|  |                              |
|  | Tylosaurus saskatchewanensis |
|  |                              |

|  | Tylosaurus proriger |
|  |                     |
|  | Tylosaurus bernardi |
|  |                     |

|  | Tylosaurus pembinensis       |
|  |                              |
|  | Tylosaurus saskatchewanensis |
|  |                              |

|  | Taniwhasaurus oweni       |
|  |                           |
|  | Taniwhasaurus antarcticus |
|  |                           |

|  | Tylosaurus proriger |
|  |                     |
|  | Tylosaurus bernardi |
|  |                     |

|  | Tylosaurus pembinensis       |
|  |                              |
|  | Tylosaurus saskatchewanensis |
|  |                              |

|  | Tylosaurus proriger |
|  |                     |
|  | Tylosaurus bernardi |
|  |                     |

|  | Tylosaurus pembinensis       |
|  |                              |
|  | Tylosaurus saskatchewanensis |
|  |                              |

|  | Tylosaurus proriger |
|  |                     |
|  | Tylosaurus bernardi |
|  |                     |

|  | Tylosaurus pembinensis       |
|  |                              |
|  | Tylosaurus saskatchewanensis |
|  |                              |

|  | Tylosaurus proriger |
|  |                     |
|  | Tylosaurus bernardi |
|  |                     |

|  | Tylosaurus pembinensis       |
|  |                              |
|  | Tylosaurus saskatchewanensis |
|  |                              |

|  | Plioplatecarpinae |
|  |                   |

|  | Taniwhasaurus oweni       |
|  |                           |
|  | Taniwhasaurus antarcticus |
|  |                           |

|  | Tylosaurus proriger |
|  |                     |
|  | Tylosaurus bernardi |
|  |                     |

|  | Tylosaurus pembinensis       |
|  |                              |
|  | Tylosaurus saskatchewanensis |
|  |                              |

|  | Tylosaurus proriger |
|  |                     |
|  | Tylosaurus bernardi |
|  |                     |

|  | Tylosaurus pembinensis       |
|  |                              |
|  | Tylosaurus saskatchewanensis |
|  |                              |

|  | Tylosaurus proriger |
|  |                     |
|  | Tylosaurus bernardi |
|  |                     |

|  | Tylosaurus pembinensis       |
|  |                              |
|  | Tylosaurus saskatchewanensis |
|  |                              |

|  | Tylosaurus proriger |
|  |                     |
|  | Tylosaurus bernardi |
|  |                     |

|  | Tylosaurus pembinensis       |
|  |                              |
|  | Tylosaurus saskatchewanensis |
|  |                              |

|  | Taniwhasaurus oweni       |
|  |                           |
|  | Taniwhasaurus antarcticus |
|  |                           |

|  | Tylosaurus proriger |
|  |                     |
|  | Tylosaurus bernardi |
|  |                     |

|  | Tylosaurus pembinensis       |
|  |                              |
|  | Tylosaurus saskatchewanensis |
|  |                              |

|  | Tylosaurus proriger |
|  |                     |
|  | Tylosaurus bernardi |
|  |                     |

|  | Tylosaurus pembinensis       |
|  |                              |
|  | Tylosaurus saskatchewanensis |
|  |                              |

|  | Tylosaurus proriger |
|  |                     |
|  | Tylosaurus bernardi |
|  |                     |

|  | Tylosaurus pembinensis       |
|  |                              |
|  | Tylosaurus saskatchewanensis |
|  |                              |

|  | Tylosaurus proriger |
|  |                     |
|  | Tylosaurus bernardi |
|  |                     |

|  | Tylosaurus pembinensis       |
|  |                              |
|  | Tylosaurus saskatchewanensis |
|  |                              |

|  | Plioplatecarpinae |
|  |                   |

|  | Tethysaurinae (en)   |
|  |                      |
|  | Yaguarasaurinae (en) |
|  |                      |

|  | Taniwhasaurus oweni       |
|  |                           |
|  | Taniwhasaurus antarcticus |
|  |                           |

|  | Tylosaurus proriger |
|  |                     |
|  | Tylosaurus bernardi |
|  |                     |

|  | Tylosaurus pembinensis       |
|  |                              |
|  | Tylosaurus saskatchewanensis |
|  |                              |

|  | Tylosaurus proriger |
|  |                     |
|  | Tylosaurus bernardi |
|  |                     |

|  | Tylosaurus pembinensis       |
|  |                              |
|  | Tylosaurus saskatchewanensis |
|  |                              |

|  | Tylosaurus proriger |
|  |                     |
|  | Tylosaurus bernardi |
|  |                     |

|  | Tylosaurus pembinensis       |
|  |                              |
|  | Tylosaurus saskatchewanensis |
|  |                              |

|  | Tylosaurus proriger |
|  |                     |
|  | Tylosaurus bernardi |
|  |                     |

|  | Tylosaurus pembinensis       |
|  |                              |
|  | Tylosaurus saskatchewanensis |
|  |                              |

|  | Taniwhasaurus oweni       |
|  |                           |
|  | Taniwhasaurus antarcticus |
|  |                           |

|  | Tylosaurus proriger |
|  |                     |
|  | Tylosaurus bernardi |
|  |                     |

|  | Tylosaurus pembinensis       |
|  |                              |
|  | Tylosaurus saskatchewanensis |
|  |                              |

|  | Tylosaurus proriger |
|  |                     |
|  | Tylosaurus bernardi |
|  |                     |

|  | Tylosaurus pembinensis       |
|  |                              |
|  | Tylosaurus saskatchewanensis |
|  |                              |

|  | Tylosaurus proriger |
|  |                     |
|  | Tylosaurus bernardi |
|  |                     |

|  | Tylosaurus pembinensis       |
|  |                              |
|  | Tylosaurus saskatchewanensis |
|  |                              |

|  | Tylosaurus proriger |
|  |                     |
|  | Tylosaurus bernardi |
|  |                     |

|  | Tylosaurus pembinensis       |
|  |                              |
|  | Tylosaurus saskatchewanensis |
|  |                              |

|  | Plioplatecarpinae |
|  |                   |

|  | Taniwhasaurus oweni       |
|  |                           |
|  | Taniwhasaurus antarcticus |
|  |                           |

|  | Tylosaurus proriger |
|  |                     |
|  | Tylosaurus bernardi |
|  |                     |

|  | Tylosaurus pembinensis       |
|  |                              |
|  | Tylosaurus saskatchewanensis |
|  |                              |

|  | Tylosaurus proriger |
|  |                     |
|  | Tylosaurus bernardi |
|  |                     |

|  | Tylosaurus pembinensis       |
|  |                              |
|  | Tylosaurus saskatchewanensis |
|  |                              |

|  | Tylosaurus proriger |
|  |                     |
|  | Tylosaurus bernardi |
|  |                     |

|  | Tylosaurus pembinensis       |
|  |                              |
|  | Tylosaurus saskatchewanensis |
|  |                              |

|  | Tylosaurus proriger |
|  |                     |
|  | Tylosaurus bernardi |
|  |                     |

|  | Tylosaurus pembinensis       |
|  |                              |
|  | Tylosaurus saskatchewanensis |
|  |                              |

|  | Taniwhasaurus oweni       |
|  |                           |
|  | Taniwhasaurus antarcticus |
|  |                           |

|  | Tylosaurus proriger |
|  |                     |
|  | Tylosaurus bernardi |
|  |                     |

|  | Tylosaurus pembinensis       |
|  |                              |
|  | Tylosaurus saskatchewanensis |
|  |                              |

|  | Tylosaurus proriger |
|  |                     |
|  | Tylosaurus bernardi |
|  |                     |

|  | Tylosaurus pembinensis       |
|  |                              |
|  | Tylosaurus saskatchewanensis |
|  |                              |

|  | Tylosaurus proriger |
|  |                     |
|  | Tylosaurus bernardi |
|  |                     |

|  | Tylosaurus pembinensis       |
|  |                              |
|  | Tylosaurus saskatchewanensis |
|  |                              |

|  | Tylosaurus proriger |
|  |                     |
|  | Tylosaurus bernardi |
|  |                     |

|  | Tylosaurus pembinensis       |
|  |                              |
|  | Tylosaurus saskatchewanensis |
|  |                              |

|  | Plioplatecarpinae |
|  |                   |

|  | Halisaurinae (en) |
|  |                   |
|  | Mosasaurinae      |
|  |                   |

## Paléobiologie

### Fonction du rostre édenté

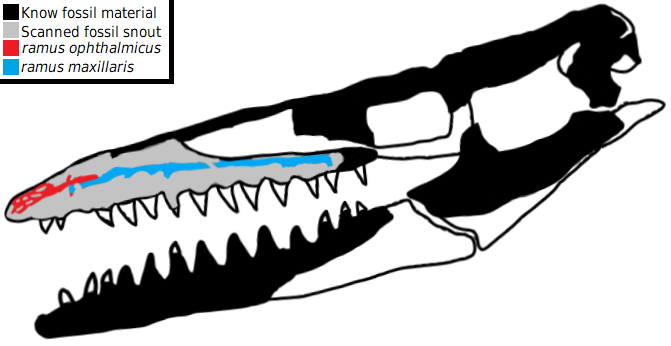
Diagramme basée d'après les scans tomodensitométriques d'un crâne de l'apparenté Taniwhasaurus, avec le nerf ophtalmique (ramus ophthalmicus) montré en rouge.

En 1967, Russell est le premier à émettre l'hypothèse que le rostre allongé de Tylosaurus aurait été utilisé pour « étourdir » les proies ou pour se défendre contre les requins, mais l'auteur ne fourni aucune explication supplémentaire. Cette hypothèse de combat est approfondie dans l'étude biomécanique du taxon par Lingham-Soliar en 1992. Celui-ci observe que la barre interne est inhabituellement robuste pour un mosasaure et suturée à la partie frontale par de profondes interdigitations (en), créant ainsi une large zone de cisaillement interfacial. Cela permettait probablement une plus grande résistance aux forces de flexion, de cisaillement et de rupture, grâce à une absorption des chocs et un transfert de contrainte plus efficaces d'une force contondante vers le rostre. Chez T. bernardi, T. gaudryi et certains individus d'autres espèces tel que le précoce T. nepaeolicus, la suture entre le prémaxillaire et le maxillaire est également fixée par un double contrefort, ce qui permettrait au rostre de se verrouiller en place sous l'effet d'une force frontale, l'allongement du rostre servant d'entretoise entre les deux os. Lingham-Soliar estime que de telles adaptations biomécaniques permettaient à Tylosaurus d'utiliser son rostre comme un bélier. Cette fonction possible est comparée aux comportements de bélier observés chez les crocodiles modernes lors des combats entre mâles, les grands dauphins pour dissuader ou tuer des requins, et les orques pour attaquer leurs proies. En 1998, Lingham-Soliar suggère des preuves possibles d'une attaque bélier envers le crâne d'un Mosasaurus subadulte dont la boîte crânienne fut fracturée durant le vivant de l'animal par une force concentrée, qui, selon l'auteur, fut percutée par un T. bernardi en raison de l'absence de dommages présentes ailleurs dans le crâne qui indiqueraient d'autres causes de blessure. Lingham-Soliar doute que le rostre allongé aurait impliqué dans la sélection sexuelle, comme le combat entre mâles, car les études précédemment menée sur les crânes de Tylosaurus ne trouvent aucune preuves de dimorphisme sexuel dans la longueur même du rostre. Ceci est confirmé par la découverte de Konishi et ses collègues en 2018, selon laquelle le rostre édenté commencerait à croître exceptionnellement tôt durant l'ontogenèse, ce qui ne devrait pas se produire si le trait est de nature sexuelle mais raisonnable pour une utilisation à usage général comme le pilonnage. De même, Zietlow ne trouve aucune preuve de dimorphisme sexuel lié à la croissance du rostre dans son article publiée en 2020.
Une autre hypothèse suggère que le rostre aurait servit d'outil sensoriel. Comme le note Russell en 1967, la région édentée du rostre contient de nombreux foramens abritant des sorties pour le nerf ophtalmique, qui transmet les informations sensorielles de la peau au cerveau. L'hypothèse de la fonction sensorielle est avancée pour la première fois par Gerardo Álvarez-Herrera et ses collègues en 2020 sur la base de scans tomodensitométriques faites sur un crâne de Taniwhasaurus. Ils découvrent un vaste réseau de canaux internes du nerf ophtalmique le long du rostre, avec jusqu'à 16 terminaisons ramifiées à l'intérieur de l'extrémité antérieure du prémaxillaire, dont la moitié débouchent dans les foramens externes qui parsèment les surfaces antérieure et dorsale de la région édentée de l'os. Ce modèle est découvert plus tard dans des tomodensitogrammes préliminaires d'un crâne de T. nepaeolicus par Ariana Paulina-Carabajal et ses collègues en 2023, qui observent également une ramification abondante du nerf ophtalmique à l'intérieur du prémaxillaire sortant par de nombreux foramens sur la pointe dorsale du rostre. La forte concentration de nerfs sensoriels dans la partie édentée du rostre suggère qu'il abritait un organe mécanosensoriel (en) ou électrosensoriel. Des adaptations similaires sont déjà observées chez les plésiosaures et les ichthyosaures. Il est également suggéré que la ramification importante à l’intérieur du rostre est associée à des voies d’approvisionnement en sang et donc à un mécanisme de thermorégulation. Le paléontologue Gordon Bell note en 2002 que toute blessure au museau, par exemple infligée par un coup de bélier, aurait été extrêmement douloureuse en raison des terminaisons nerveuses.

### Ontogenèse
En 2018, Konishi ses collègues attribuent à Tylosaurus un petit spécimen catalogué FHSM VP-14845, un juvénile ayant une longueur crânienne estimée à 30 cm en fonction de la forme du prémaxillaire, des proportions du basisphenoïde et de la disposition des dents sur le ptérygoïde. Cependant, le spécimen ne possède pas le rostre prémaxillaire typiquement long des autres individus de Tylosaurus, qui est présent chez les juvéniles de T. nepaeolicus et T. proriger avec des longueurs crâniennes atteignant 40 à 60 cm.

### Métabolisme
Presque tous les squamates sont caractérisés par leur métabolisme ectothermique à sang froid, mais les mosasaures comme Tylosaurus sont uniques dans le sens où ils furent très probablement endothermiques ou ayant le sang chaud. Un tel trait est unique parmi les squamates, la seule exception connue étant le tégu noir et blanc, qui peut maintenir une endothermie partielle. La présence de l'endothermie chez Tylosaurus est démontrée dans une étude de 2016 sur la base d'examens menés sur des isotopes δ18O présents dans les fossiles. Les niveaux de δ18O peuvent être utilisés pour calculer la température corporelle interne des animaux, et en comparant ces températures calculées entre les animaux à sang froid et à sang chaud coexistants, le type de métabolisme peut être déduit. L'étude utilise les températures corporelles du poisson à sang froid Enchodus et de la tortue marine Toxochelys (corrélées avec les températures de l'océan) ainsi que de l'« oiseau » de mer à sang chaud Ichthyornis. Les niveaux d'isotopes obtenus chez onze spécimens de Tylosaurus calculent une température corporelle interne moyenne de 34,3 °C, bien plus élevée que la température corporelle d’Enchodus et de Toxochelys (28,3 °C et 27,2 °C respectivement) et similaire à celle d’Ichthyornis (38,6 °C). Les auteurs de l'étude calculent également les températures corporelles de Platecarpus et de Clidastes avec des chiffres similaires, à savoir 36,3 °C et 33,1 °C respectivement. Le fait que les autres mosasaures sont de taille beaucoup plus réduite que Tylosaurus et maintenaient pourtant des températures corporelles similaires rend peu probable que la température corporelle de Tylosaurus soit le résultat d'un autre type métabolique comme la gigantothermie. L'endothermie aurait procuré plusieurs avantages au Tylosaurus, tels qu'une endurance accrue pour rechercher de la nourriture sur de plus grandes surfaces et poursuivre des proies, la capacité d'accéder à des eaux plus froides et une meilleure adaptation pour résister au refroidissement progressif des températures mondiales au cours du Crétacé supérieur.

### Mobilité
Les scientifiques dépeignaient initialement Tylosaurus comme un nageur anguilliforme se déplaçant en ondulant (en) tout son corps comme un serpent en raison de sa relation étroite avec ce groupe. Cependant, il s'avère que Tylosaurus utilise en fait une locomotion carangiforme, signifiant que le haut du corps est moins flexible et que le mouvement est largement concentré au niveau de la queue comme chez les maquereaux. Dans sa thèse de type BSc publiée en 2017, Jesse Carpenter examine la mobilité de la colonne vertébrale de T. proriger et découvre que les vertèbres dorsales sont relativement rigides, mais que les vertèbres cervicales, pygales et caudales sont plus libres de mouvement, indiquant une flexibilité dans les régions du cou, des hanches et de la queue. Cela contraste avec des mosasaures plus dérivés comme Plotosaurus, dont la colonne vertébrale est rigide jusqu'à la hanche. Il est intéressant de noter qu'un examen d'un T. proriger juvénile révèle que ses vertèbres cervicales et dorsales sont beaucoup plus rigides que celles des spécimens adultes, s'agissant peut-être d'une adaptation évolutive chez les jeunes individus. Une locomotion caudale plus rigide est associée à une vitesse plus élevée, ce qui permettrait aux juvéniles vulnérables de mieux échapper aux prédateurs ou d'attraper leurs proies. Les individus plus âgés verraient leur colonne vertébrale devenir plus flexible, car l'évasion des prédateurs devient moins importante pour la survie.
Tylosaurus est probablement un prédateur à l'affût, étant plutôt léger pour un mosasaure de sa taille et ayant une morphologie conçue pour réduire considérablement la masse et la densité corporelle. Ses ceintures scapulaire et pelvienne ainsi que ses palettes natatoires, qui sont associées au poids, sont proportionnellement petites. Ses os sont très spongieux et auraient été probablement remplis de cellules adipeuses durant le vivant de l'animal, ce qui augmenterait également la flottabilité. Il est peu probable que ce dernier trait ait évolué en réponse à l'augmentation de la taille du corps, car Mosasaurus hoffmannii, de taille similaire, manque d'os très spongieux. Ces traits permettraient donc à Tylosaurus d'être plus conservateur dans ses besoins énergétiques, ce qui est utile pour se déplacer entre les sites d'embuscade sur de grandes distances ou en toute discrétion. De plus, une densité corporelle réduite aida probablement l'animal à accélérer rapidement lors d'une attaque, aidé par sa longue et puissante queue.
En 1988, Judith Massare tente de calculer la vitesse de nage soutenue (la vitesse à laquelle l'animal se déplace sans se fatiguer) de Tylosaurus à l'aide d'une série de modèles mathématiques intégrant des caractéristiques hydrodynamiques et des estimations de l'efficacité locomotrice et des coûts métaboliques. À l'aide de deux spécimens de T. proriger, l'un de 6,46 m de long et l'autre de 6,32 m, elle calcule une vitesse de nage soutenue maximale moyenne constante de 2,32 m/s, soit environ 8,35 km/h. Cependant, lors des tests visant à déterminer si les modèles représentent un cadre précis, Massare constate qu'ils sont exagérés. Cela est principalement dû au fait que les variables responsables de la traînée pouvaient avoir été sous-estimées ; l'estimation des coefficients de traînée pour une espèce éteinte peut être difficile car nécessitant une reconstitution hypothétique des dimensions morphologiques de l'animal. Massare prédit donc que la vitesse de nage soutenue réelle de Tylosaurus est proche de la moitié de la vitesse originellement calculée.

### Alimentation

Schéma du contenu stomacal d'un T. proriger (SDSM 10439).

Étant un des plus grands carnivores marins de son temps, Tylosaurus fut un superprédateur exploitant la grande diversité d'espèces de la faune marine de son écosystème. Le contenu stomacal est bien documenté chez ce genre, incluant d'autres mosasaures, des plésiosaures, des tortues, des oiseaux, des poissons osseux ainsi que des requins. Des preuves supplémentaires provenant de marques de morsures suggèrent que l'animal aurait également chassé des grands calmars et des ammonites.
L'appétit énorme et varié de Tylosaurus peut être démontré par une découverte faite en 1987 qui identifia des fossiles d'un mosasaure mesurant 2 m ou plus, l'« oiseau » plongeur Hesperornis, un poisson du genre Bananogmius (en) et d'un possible requin, tous dans l'estomac d'un squelette de T. proriger depuis catalogué SDSM 10439, exhumé dans les schistes de Pierre du Dakota du Sud,,,. D’autres contenus stomacaux incluent notamment une tortue de mer présent au sein d'un spécimen semblable à un T. bernardi,, un Dolichorhynchops de 2,5 m de long dans un autre T. proriger de 8,8 m de long, des os et écailles partiellement digérés d'un Cimolichthys au sein d'un troisième T. proriger, des vertèbres partiellement digérées d'un Clidastes dans un quatrième T. proriger, des restes de trois individus de Platecarpus dans un T. nepaeolicus, ainsi que des os d'un Plioplatecarpus présents chez le spécimen holotype de T. saskatchewanensis,. Des marques de perforation faites sur des fossiles d'ammonites, sur une carapace d'un Protostega, et sur une glaive (en) d'un Enchoteuthis (en) sont aussi attribués à Tylosaurus.

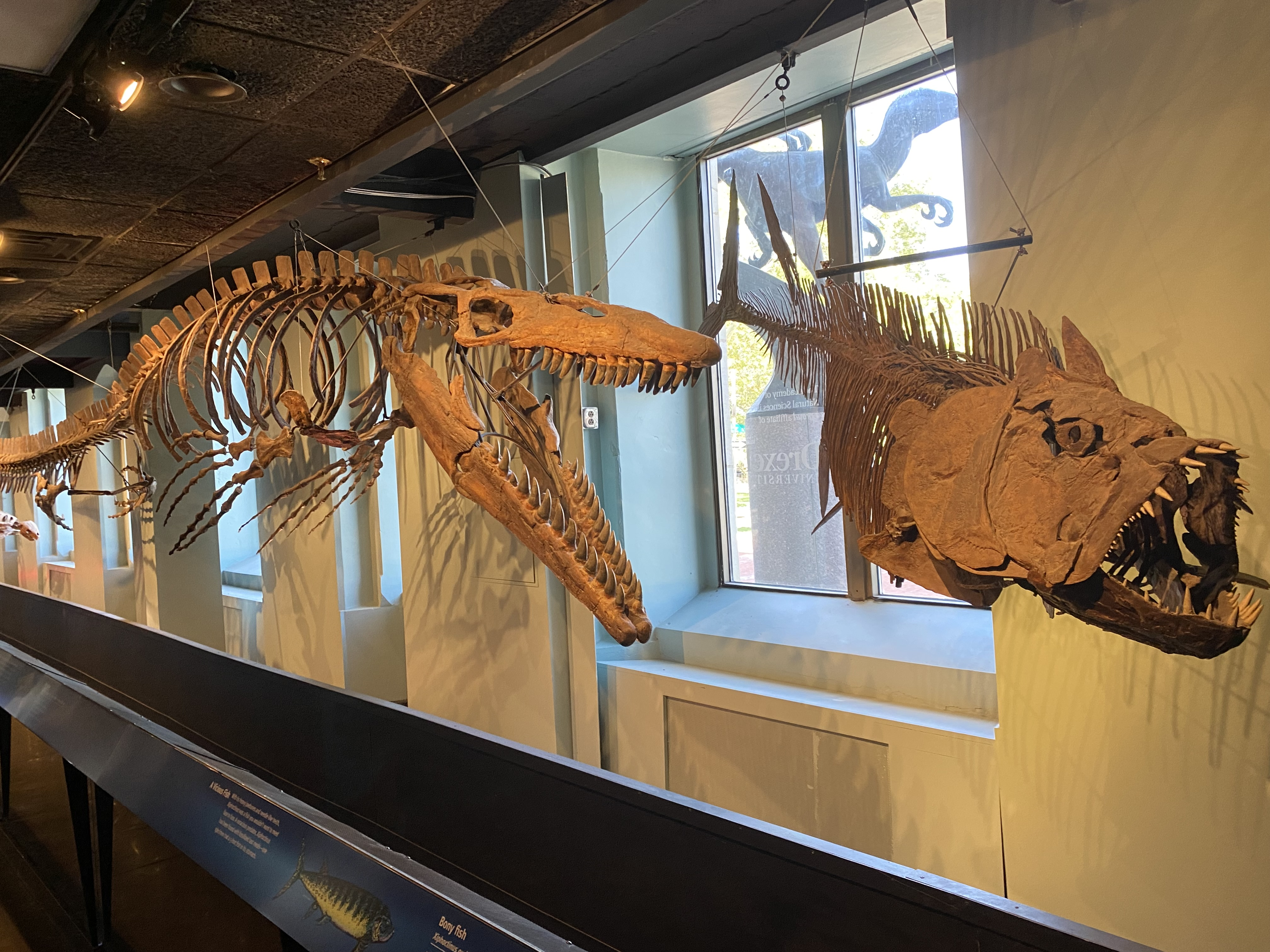
Reconstitution squelettique exposée à l'académie des sciences naturelles de Philadelphie dépeignant un T. proriger chassant un Xiphactinus.

En 2001, Anne D. Pasch et Kevin C. May signalent des traces de morsure sur un squelette d'un dinosaure hadrosaurien ayant été découvert dans les strates marines datant du Turonien de la formation de Matanuska (en), en Alaska. Les caractéristiques de ces marques s'avèrent êtres très proches de celles des dents de T. proriger. Le fossile ayant étant exhumé des dépôts marins, les auteurs en concluent que le dinosaure avait dû dériver au large, sous forme de carcasse gonflée et flottante, puis dévorée par le mosasaure. Il est peu probable que ces traces soient dues à la prédation, car cela aurait entraîné une perforation, empêchant l'accumulation des gaz gonflants qui avaient initialement permis au cadavre de dériver vers la mer. Dans sa thèse de 2020, Garvey critique le manque de preuves concluantes pour étayer cette hypothèse et exclu T. proriger comme le possible coupable des ces perforations, étant donné que l'espèce n'est apparue qu'au Santonien et est exclusive à la voie maritime intérieure de l'Ouest. Cependant, l'existence d'un proche parent maintient une présence à proximité, comme en témoignent les fossiles fragmentaires d'un tylosauriné indéterminée provenant d'un gisement datant du Turonien du district de Chukotsky (en), en Russie.

### Comportement

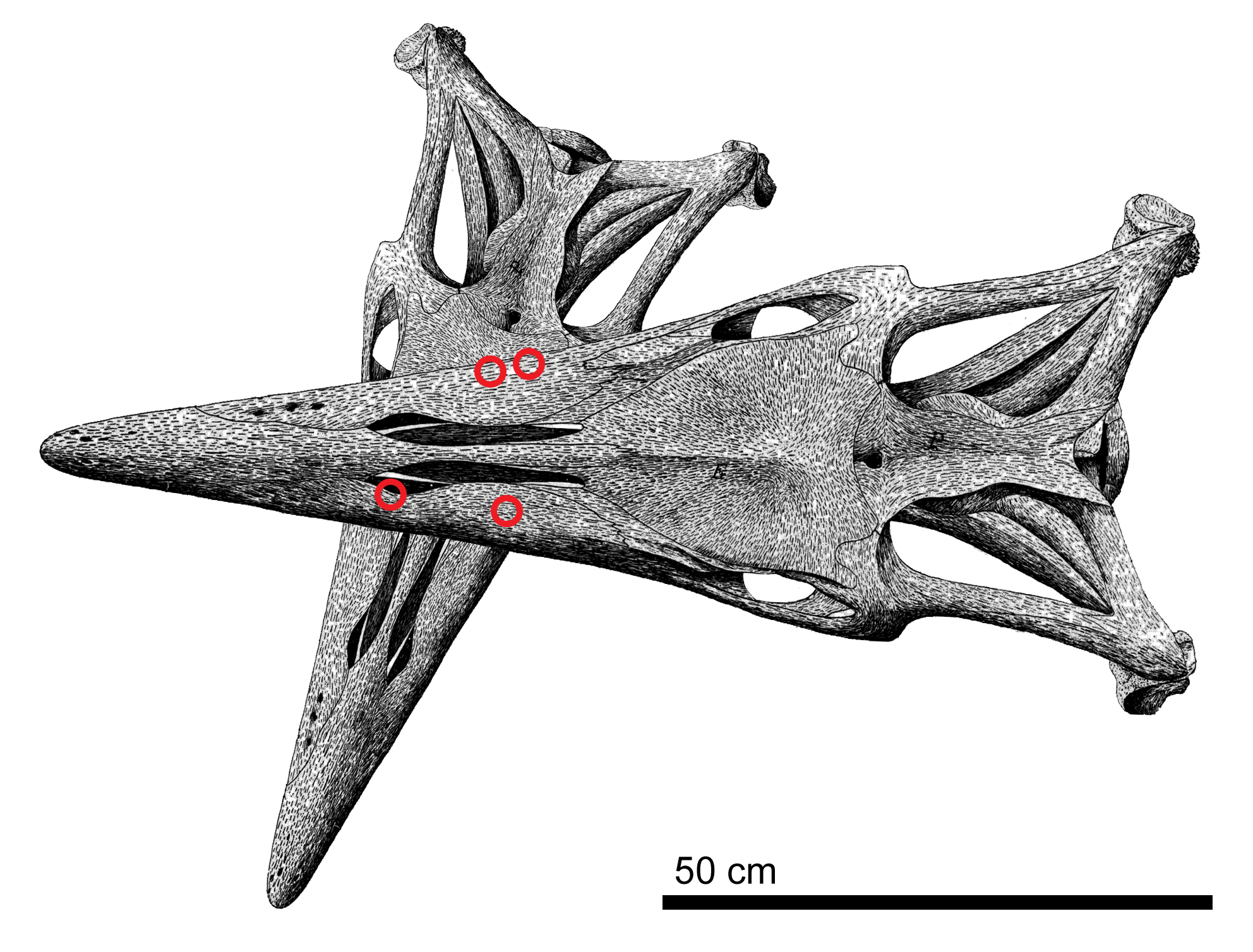
Schéma reconstituant une attaque faite envers le spécimen FHSM VP-2295, les cercles rouges représentants les marques de morsure sur le toit crânien.

Le comportement de Tylosaurus aurait été peut-être principalement agressif, comme en témoignent les fossiles présentant des blessures infligées entre représentants d'une même espèce. De tels cas sont souvent signalés par les chasseurs de fossiles à la fin du XIXe siècle et au début du XXe siècle, mais peu d'exemplaires subsistant sous forme de spécimens sont présents dans les collections scientifiques. Nombre de ces fossiles sont constitués de blessures cicatrisées faites par des morsures, concentrées autour ou à proximité de la tête, ce qui suggère une interaction non mortelle, mais les motifs de ces contacts restent spéculatifs. En 1993, Bruce M. Rothschild et Larry D. Martin observent que certains lézards actuels mordent affectueusement la tête de leur partenaire pendant la parade nuptiale, ce qui peut parfois entraîner des blessures. Les auteurs notent également que certains lézards mâles utilisent également la morsure de la tête comme comportement territorial contre leurs rivaux, en signe de domination, en saisissant la tête de l'autre pour le retourner sur le dos. Sur la base de ces observations, il est ainsi possible que Tylosaurus ait eu des comportements similaires.
En 1992, Lingham-Soliar note des suggestions selon lesquelles l'utilisation du rostre allongé de Tylosaurus, orienté vers le combat, ne serait pas exclusive à la chasse et qu'il pouvait également avoir été appliqué au comportement sexuel lors de batailles entre mâles pour des partenaires femelles. Cependant, il observe que le rostre allongé est invariablement présent chez tous les individus, quel que soit leur sexe, des études ultérieures confirmant cette tendance,. Cela impliquerait que la sélection sexuelle n’aurait pas été un moteur de son évolution et qu’elle a plutôt été affinée par des moyens indépendants même du sexe.
Au moins un cas mortel de combat intraspécifique est documenté chez Tylosaurus. L'holotype de l'espèce proposée T. kansasensis (FHSM VP-2295), représentant un animal estimée à 5 m de long, présente de nombreuses blessures indiquant sa mort par un Tylosaurus plus grand. Le toit crânien et les zones environnantes présentent des signes de traumatisme sous la forme de quatre entailles massives, et le dentaire présente au moins sept plaies perforantes et entailles. Ces pathologies sont caractéristiques des morsures d'un Tylosaurus qui aurait mesuré environ 7 m de long. Les plus grandes marques mesurent environ 4 cm de long, correspondant à la taille des grandes dents de mosasaure, et sont disposées le long de deux lignes convergeant à près de 30°, correspondant à l'angle de convergence de chaque mâchoire dans un crâne de mosasaure. De plus, FHSM VP-2295 a subi des dommages au cou : les vertèbres cervicales ont été retrouvées articulées à un angle anormal de 40° par rapport à l'axe longitudinal du crâne. Le mode de conservation rend improbable que l'état des vertèbres soit dû à des perturbations causées par des charognards, mais suggère plutôt des dommages causés par une violente torsion du cou lors du vivant de l'animal. Dans un scénario reconstitué, le Tylosaurus plus grand aurait d'abord attaqué à un angle légèrement inférieur au côté gauche de la tête de la victime. Cet impact aurait fait basculer le crâne de la victime vers la droite, permettant à l'agresseur d'enfoncer ses dents dans le toit crânien et la mâchoire inférieure droite, écrasant la mâchoire et provoquant de nouvelles fractures aux os voisins, comme le ptérygoïde, ainsi qu'une torsion de la mâchoire vers l'extérieur, ce qui aurait provoqué le détachement du carré et la torsion ainsi que la section de la moelle épinière à la base du crâne, entraînant une mort rapide.

### Paléopathologie
En examinant 12 squelettes nord-américains de Tylosaurus et un squelette de T. bernardi, Rothschild et Martin identifient en 2005 des signes de nécrose avasculaire chez chaque individu. Pour les animaux aquatiques, cette condition est souvent le résultat d'un syndrome de décompression, provoqué par l'accumulation de bulles d'azote endommageant les os dans l'air inhalé qui est décomprimé soit par de fréquentes plongées profondes, soit par des intervalles de plongées répétitives et de respirations courtes. Les mosasaures étudiés ont probablement contracté une nécrose avasculaire grâce à de tels comportements, et étant donné leur présence invariable chez Tylosaurus, étant probable que la plongée profonde ou répétitive soit un trait comportemental général chez le genre. L'étude observe qu'entre 3 et 15 % des vertèbres de la colonne vertébrale des Tylosaurus nord-américains et 16 % des vertèbres de T. bernardi sont affectées par une nécrose avasculaire. En 2017, Agnete W. Carlsen postule que Tylosaurus avait développé une nécrose avasculaire en raison du manque d'adaptations nécessaires pour des plongées profondes ou répétitives, tout en notant que le genre avait des tympans bien développés qui pouvaient se protéger des changements rapides de pression.
Une fusion non naturelle de certaines vertèbres de la queue est rapportée dans certains squelettes de Tylosaurus. Une variation de ces fusions peut se concentrer près de l’extrémité de la queue pour former une seule masse de plusieurs vertèbres fusionnées appelée « queue de club ». En 2015, Rothschild et Everhart étudient 23 squelettes nord-américains de Tylosaurus et un squelette de T. bernardi et découvrent que cinq des squelettes nord-américains présentent des vertèbres caudales fusionnées. La condition n'a pas été trouvée chez T. bernardi, mais cela n'exclut pas sa présence en raison de la faible taille de l'échantillon. La fusion vertébrale se produit lorsque les os se remodèlent après des dommages causés par un traumatisme ou une maladie. Cependant, la cause de tels événements peut varier selon les individus et/ou rester hypothétique. Un spécimen juvénile atteint de queue de club fut découvert trouvé avec une dent de requin incrustée dans la fusion, ce qui confirme qu'au moins certains cas ont été causés par des infections infligées par des attaques de prédateurs. La majorité des cas de fusion vertébrale chez Tylosaurus sont causés par des infections osseuses, mais certains cas peuvent également avoir été causés par tout type de maladie articulaire telle que l'arthrite. Cependant, les signes de maladies articulaires sont rares chez Tylosaurus par rapport aux mosasaures tels que Plioplatecarpus et Clidastes. Une accumulation similaire d’os remodelé est également documentée dans des fractures osseuses dans d’autres parties du corps. Un spécimen de T. kansasensis possède deux côtes fracturées qui ont complètement guéri. Un autre crâne de T. proriger présente un museau fracturé, probablement causé par l'enfoncement d'un objet dur tel qu'un rocher. La présence d'une certaine guérison indique que l'individu a survécu pendant un certain temps avant de mourir. La blessure dans une région du museau contenant de nombreuses terminaisons nerveuses aurait infligé une douleur extrême.

## Paléoécologie

### Répartition

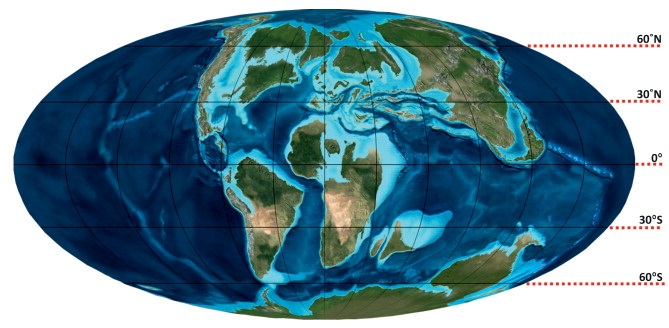
Tylosaurus est endémique des eaux de l'Atlantique Nord au-dessus de 30°N.

Tout au long de ses quelque 20 millions d'années d'existence, Tylosaurus fut endémique du bassin du cercle nord-atlantique, une région géographique comprenant l'Atlantique Nord et les eaux voisines, notamment la voie maritime intérieure de l'Ouest en Amérique du Nord et la Téthys méditerranéenne en Europe au-dessus de 30°N. Une grande partie de la région était alors entourée d’un climat océanique tempéré,. La littérature scientifique fait néanmoins état de quelques exceptions dans les zones chaudes de basses latitudes. Parmi celles-ci figurent T. iembeensis du Coniacien de l'actuel Angola, une dent isolée du Maastrichtien de l'actuel Congo suggérée comme venant d'un possible Hainosaurus, ainsi que d'un spécimen datant près de la limite Crétacé-Paléogène du bassin d'Ouled Abdoun, au Maroc.

### Préférence d'habitat
Les données stratigraphiques de la voie maritime intérieure de l'Ouest ne concordent pas quant à la préférence de Tylosaurus pour un habitat spécifique. Russell suggère en 1967 que Tylosaurus, dans la formation de Niobrara, fréquentait les eaux libres au large, potentiellement jusqu'à 400 km de la côte la plus proche dans la voie maritime intérieure de l'Ouest. Ceci est corroboré par des preuves de structure osseuse indiquant une adaptation aux eaux plus profondes. Parmi celles-ci figurent l'ostéoporose, qui survient naturellement chez les tétrapodes actuels pratiquant la plongée profonde ou la nage rapide en raison de la croissance osseuse dans les environnements à faible gravité créés par ces deux modes de vie, et l'important dépôt de graisse dans les microstructures osseuses, qui, avec l'ostéoporose, aurait permis à Tylosaurus d'atteindre une flottabilité neutre en eaux profondes. Cependant, des travaux ultérieurs montrent que Tylosaurus est présent dans les dépôts d'eau peu profonde et libre de la formation de Niobrara,. D'autre part, Caitlin R. Kiernan constate en 2002 que Tylosaurus représentait à l'époque 57,7 % de tous les mosasaures ayant été découverts dans les gisements du Santonien au Campanien précoce en Alabama, correspondant à des plateaux continentaux peu profonds, et seulement 8,2 % des mosasaures des gisements offshore d'âges similaires. Cela implique que, du moins dans cette région, Tylosaurus préférait les eaux littorales.
Les analyses biogéochimiques des fossiles confirment plutôt que Tylosaurus est un généraliste spatial habitant une grande variété d'habitats marins avec peu de préférences spécifiques. L'analyse des ratios d'éléments de terres rares, qui préservent les informations sur l'habitat dans lequel un animal a été enterré, à partir d'ossements de T. proriger et d'une espèce interminée provenant d'Alabama et du Dakota du Sud par T. Lynn Harrell Jr. et Alberto Pérez-Huerta en 2014, révèle une large gamme de ratios indiquant une habitation dans des eaux d'une profondeur allant de 50 m à moins de 150 m. Cette gamme est plus large que celle de tous les autres mosasaures examinés, incluant Clidastes, Mosasaurus, Platecarpus et Plioplatecarpus. L'analyse isotopique du carbone 13 (δ13C) de l'émail dentaire par John A. Robbins en 2010 et Michael J. Polcyn et ses collègues en 2025 soutient également une distribution généralisée de l'habitat. Contrairement aux éléments de terres rares, le δ13C est corrélé à l'habitat dans lequel l'animal s'est nourri ou a cherché de la nourriture, avec des valeurs plus faibles associées à des habitats de recherche de nourriture plus au large. Les deux analyses combinées trouvé une plage de δ13C de -8,2 ‰ à -13,3 ‰ pour les dents semblables à T. proriger connu du Campanien du Texas et de -7,6 ‰ à 12,6 ‰ (toutes sauf une entre -7,6 ‰ et -10,6 ‰) pour l'espèce suédoise T. ivoensis,. Les analyses isotopiques des dents de mammifères marins actuels ont précédemment révélé que les rapports δ13C compris entre environ -8 ‰ et -12,5 ‰ correspondent aux habitats marins côtiers et ceux entre 11,5 ‰ et 15 ‰ aux habitats marins hauturiers,. Sur la base de cela, Polcyn et ses collègues déduisent que les affiliés de T. proriger se nourrissaient dans des habitats marins à la fois côtiers et hauturiers, tandis que T. ivoensis se nourrissait principalement près du rivage avec des excursions occasionnelles au large. Les deux analyses examinent également un spécimen datant du Turonien encore non décrit appartenant à un individu de 3 à 4 m de long et trouvent un rapport δ13C de -7,0 ‰. Cela correspond à des eaux peu profondes analogues aux forêts de varech actuelles. L'étude suggère ainsi que les premiers représentants de Tylosaurus furent limités à des habitats moins profonds mais se sont ensuite étendus à des zones plus hauturières au fil du temps à mesure que le genre évoluait vers des tailles plus grandes.